# Storia militare dell'Africa (pre-1800)

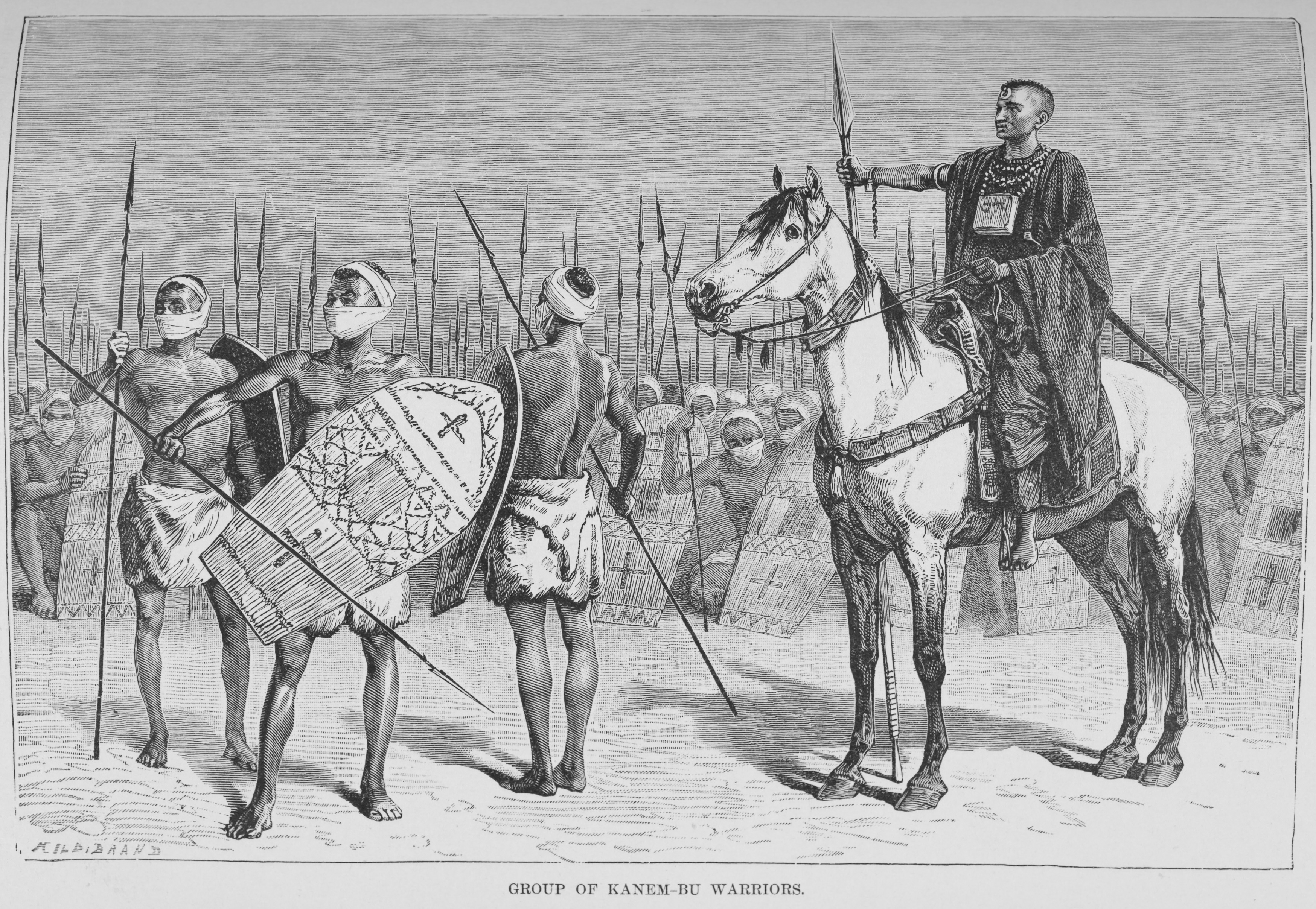
Guerrieri Kanembu

La storia militare dell'Africa prima del 1800 abbraccia l'evoluzione dei sistemi militari del continente africano prima del 1800, considerando il ruolo degli stati e dei popoli indigeni i cui leader e forze combattenti sono originarie del continente e/o le cui principali basi militari, fortificazioni e fonti d'approvvigionamento erano basate o derivante dal continente e/o le cui operazioni sono state condotte sul suolo africano o in prossimità dei suoi confini o delle sue coste. Lo sviluppo della res bellica in questo contesto generalmente passò dal semplice al più sofisticato man mano che le economie e le culture diventavano più elaborate. Sin dall'antichità, l'Africa ospitò superpotenze militari, quali l'Antico Egitto, Cartagine e la Nubia. La fase pre-coloniale equivalente al Medioevo europeo vide poi la creazione di grandi imperi di cavalieri nelle savane e regni di capi-guerra nelle aree tropicali e boschive. La diffusione della polvere da sparo in epoca moderna, insieme agli sviluppi nell'organizzazione e nella cultura indigena, innescò poi conseguenze di vasta portata in tutte le regioni, con effetti a catena nella cultura, nella politica e nell'economia.
Quest'eterogeneo mosaico compone il continuum della storia militare d'Africa. A causa dell'enorme numero di diversi popoli e regioni, qui vengono trattati solo i principali sistemi militari/eserciti e il loro sviluppo prima del 1800 utilizzando le attività militari di determinati popoli o eventi selezionati per illustrare come i sistemi e le innovazioni militari si sono sviluppati sul continente.
Per gli eventi relativi al XIX secolo, si rimanda alla Storia militare dell'Africa (1800–1900) e per il XX secolo alla Storia militare dell'Africa (1900). Per una visione generale della storia militare dell'Africa per regione, vedere Storia militare dell'Africa. Vedi singole battaglie, imperi e leader per i dettagli su altre attività militari in Africa.

## Sviluppo militare e ambiente africano

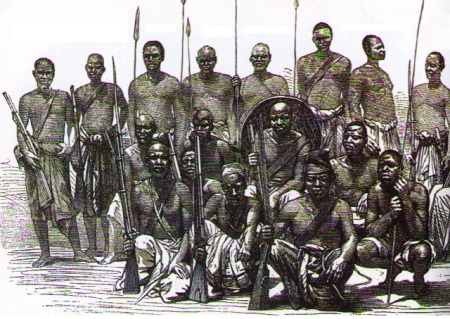
I fattori ambientali, lo sviluppo indigeno e il flusso di tecnologia esterna hanno tutti influenzato l'evoluzione dei sistemi militari. Qui, armi da fuoco, lance e archi sono mostrati coesistenti fianco a fianco.

Ampie parti del continente africano mancano dei vantaggi che altri continenti hanno nel facilitare la diffusione di idee, materiali e tecnologie. L'Europa, ad esempio, in ragione della sua collocazione geografica, ha rapidamente beneficiato della diffusione di animali (es. il cavallo) e di colture (es. il grano), nonché d'una serie di innovazioni tecnologiche quali la polvere da sparo, la stampa e il compasso originatesi altrove. Tutti questi fattori concorsero nel rendere gli eserciti europei capaci di dispiegare e sostentare grandi eserciti per lunghi periodi di tempo. Il ruolo giocato dall'ambiente nel determinare numeri e qualità delle forze armate fu predominante in Africa più che altrove. In generale, questi fattori ambientali pesarono su tutti gli aspetti della storia africana. L'ambiente africano, soprattutto nella regione del Sahara e verso sud, ostacola anche lo sviluppo di motori economici e tecnologici fondamentali per operazioni militari su larga scala. Queste barriere includono:
- la c.d. "Cintura", ovvero l'areale di diffusione, della mosca tse-tse che decima cavalli, persone e animali da soma;
- la mancanza di buoni porti naturali con i conseguenti ritardi nello sviluppo del commercio marittimo; unito a
- la mancanza di fiumi navigabili perché troppo spesso bloccati da cataratte, banchi di sabbia e cascate che inibiscono il diffondersi nell'entroterra delle innovazioni giunte dalla costa;
- suoli poveri che limitavano la cerealicoltura necessaria per sostenere grandi eserciti.

Tutti questi fattori hanno un impatto su vaste aree dell'Africa, con effetti corrispondenti sui sistemi militari indigeni e sugli effettivi schierabili in battaglia. Come osservò Vandervort:
"la portata delle operazioni militari in Africa nei tempi moderni è stata modesta rispetto ad altri continenti. Anche se non ci fosse stato un divario tecnologico tra gli eserciti africani ed europei, o un urgente bisogno di truppe europee altrove, raramente sarebbe stato necessario inviare grandi eserciti in Africa. Le 'orde selvagge' della tradizione popolare si materializzarono raramente sui campi di battaglia africani. A causa del suo 'ambiente eccezionalmente ostile, delle sue rocce antiche, del suolo povero, delle piogge incostanti, degli insetti abbondanti e della prevalenza unica di malattie', l'Africa è rimasta 'un continente sottopopolato fino alla fine del ventesimo secolo'. Pochi stati africani alla fine del diciannovesimo secolo erano in grado di schierare eserciti anche lontanamente grandi come quelli abitualmente assemblati per la guerra in Europa e le stesse condizioni che mantenevano piccole le popolazioni africane operavano contro il dispiegamento di grandi eserciti europei in Africa. Come ha affermato uno storico militare britannico, 'non ci sono state rivoluzioni agricole qui [in Africa] per consentire requisizioni su larga scala'."
Per contro, invece, regioni africane più vicine all'Asia ed al Medioriente sono state in grado di sfruttarne l'avanzata tecnologia militare, facendosi delle vere e proprie "potenze" pre-coloniali. Come osservò Sowell:
"A causa della geografia della massa terrestre eurasiatica, gli europei sono stati in grado di esercitare nell'emisfero occidentale le caratteristiche culturali delle terre che si estendono ben oltre l'Europa ma incorporate nella loro civiltà. Gli europei sono stati in grado di attraversare l'Oceano Atlantico in primo luogo perché potevano governare con timoni inventati in Cina, calcolare la loro posizione in mare aperto attraverso la trigonometria inventata in Egitto, utilizzando numeri creati in India. La conoscenza che avevano accumulato da tutto il mondo era conservata in letture scritte sulla carta inventata in Cina. Il potere militare che portavano con sé dipendeva sempre più dalle armi che utilizzavano la polvere da sparo, inventate parimenti in Asia."
Questo ambiente ostile, tuttavia, non ha impedito lo sviluppo di civiltà e stati elaborati e sofisticati nel continente, pur privati di un consistente sviluppo militare, proprio come altri ambienti in altre parti del mondo hanno modellato le culture locali e regionali. L'innovazione e il cambiamento militare in Africa riflettono il dinamismo interno dei popoli, dell'organizzazione politica e della cultura del continente. Come altre regioni del mondo, questo modello procedeva in modo sia rivoluzionario sia incrementale.

## Antichità
Le prime potenze militari su suolo africano testimoniateci dalla storia furono l'Antico Egitto e l'Impero cartaginese, due entità politiche culturalmente e storicamente più legate al Vicino Oriente Antico che al Continente Nero propriamente detto. Entrambi questi imperi hanno però tratto enormi quantità d'uomini e risorse combattenti dal suolo africano e i loro leader tanto quanto i loro soldati nacquero in quella terra. Quest'analisi dell'antica storia militare africana parte pertanto considerando queste due culture non propriamente africane, anche per illustrare l'importante ruolo di veicolo d'evoluzione tecnologica che esse giocarono nei successivi sviluppi militari (e culturali) dell'Africa.

### Storia militare dell'Egitto

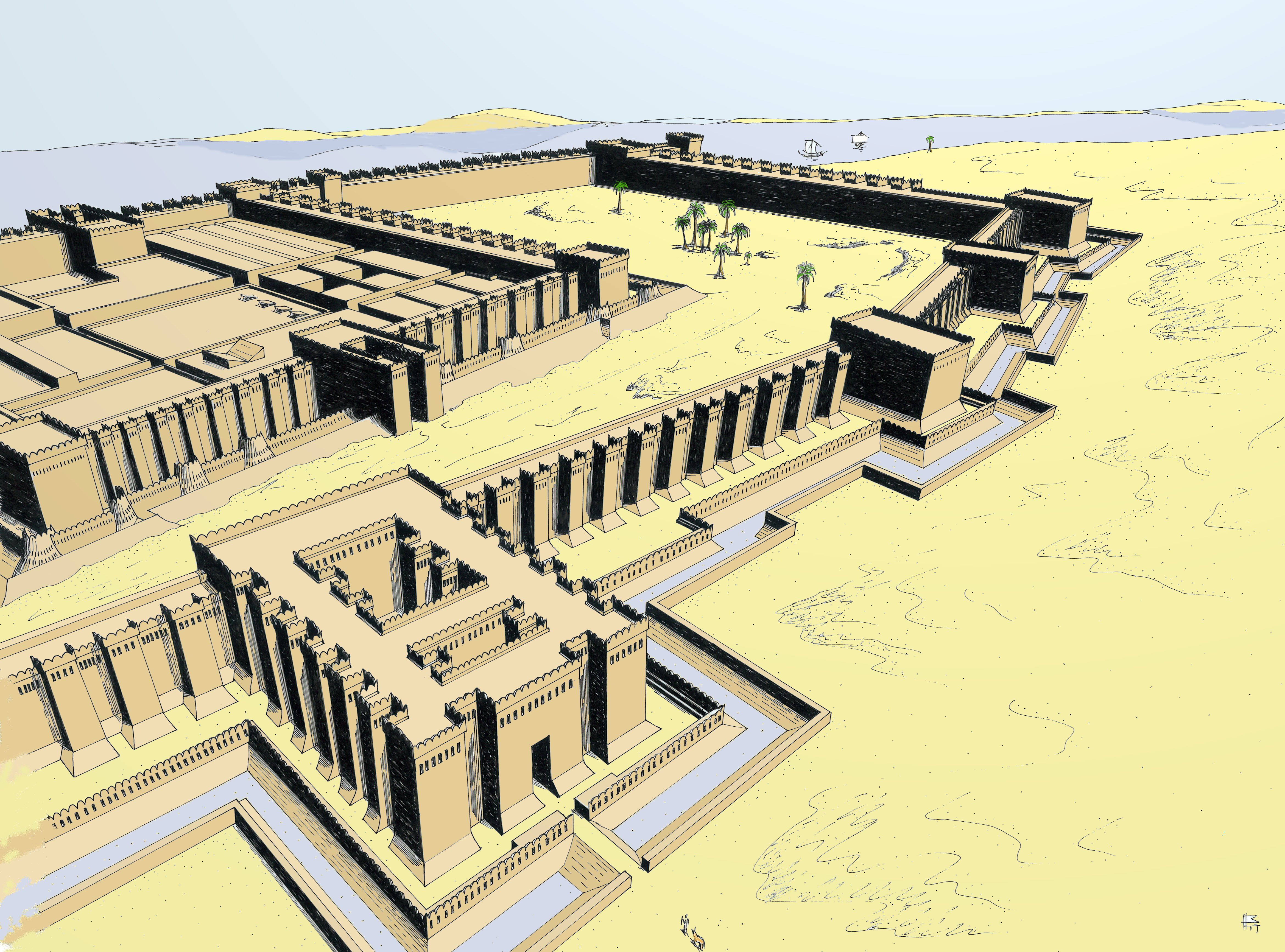
Potenti fortificazioni come questa di Buhen furono costruite per proteggersi dall'invasione e dalla ribellione in Nubia e per controllare le ricche risorse della zona, in particolare l'oro. Alcune mura misuravano 24 piedi di spessore e furono presidiate sia da Nubiani sia da Egiziani nel corso della storia.

Nell'Antico Egitto, la res bellica sviluppò in costante sinergia con la cultura e la tecnologia di quel popolo, seppur gli Egizi non furono mai una civiltà "militarizzata" come invece furono altre antiche civiltà (es. gli Assiri). Gli sviluppi indigeni sono stati talvolta integrati da importanti innovazioni provenienti da fonti esterne. Questi filoni di crescita furono ulteriormente perfezionati internamente in quella che sarebbe diventata una formidabile macchina da guerra. Nell'Antico Regno, le armi andavano da semplici archi e frecce con punte in pietra e rame, a lance, pugnali e asce di rame per combattimenti ravvicinati. Le tattiche, in termini di manovra di grandi corpi di uomini, appaiono piuttosto basilari: come poi altrove in Africa, gli arcieri generalmente aprivano la battaglia, seguiti da masse di fanteria per lo scontro corpo a corpo. Tali metodi, tuttavia, portarono alla creazione di un impero ove in precedenza esistevano piccoli regni autonomi.
Durante il Medio Regno la raffinatezza e i numeri dell'esercito egizio crebbero. Furono condotte spedizioni ben organizzate in Nubia e furono costruite numerose fortezze per controllarne il territorio: es. Buhen. Fossati profondi circondavano queste fortezze, con mura spesse fino a 24 piedi, creando solide basi contro ribellioni o invasioni. Le quote di reclutamento sono state assegnate su base regionale e gli scribi designati hanno arruolato soldati secondo necessità per gli eserciti dello stato. Le forze d'attacco erano ancora principalmente basate sulla fanteria e le tattiche non cambiarono drasticamente rispetto alle epoche precedenti. Un ruolo chiave nel rafforzamento delle forze egiziane fu svolto dai fanti della Nubia, sia come lancieri sia come arcieri. Gli arcieri nubiani divennero tanto assiomatici in Egitto che la loro terra prese ad essere chiamata "Ta-Seti", lett. "Terra dell'Arco". Il rapporto, anche etnico oltre che culturale e militare, tra Egizi e Nubiani si fece sempre più stretto nel corso dei secoli successivi. Secondo le "Lettere di Amarna", i combattenti nubiani erano apprezzati come mercenari anche in altre contrade del Vicino Oriente Antico.

Nel corso dei secoli, arcieri e lancieri hanno servito nell'esercito egizio distinguendosi contro nemici sia interni sia esterni (es. Hyksos), disimpegnando anche servizio come forze di polizia. Gli ufficiali egiziani richiedevano spesso i servizi di tali uomini, in particolare gli arcieri (pitati) per fornire sicurezza e difesa. Tale attività, tuttavia, non era sempre a senso unico: se infatti l'Egitto ha conquistato gran parte della Nubia in tempi diversi, d'origine nubiana fu la XXV dinastia egizia. Un'antica iscrizione di Weni il Vecchio, ufficiale di corte reale e comandante dell'esercito, descrive un reclutamento di migliaia di truppe nubiane:

Quando sua maestà agì contro gli abitanti della sabbia asiatici, sua maestà fece un esercito di molte decine di migliaia da tutto l'Alto Egitto: [...]; dal Basso Egitto: [...]; e dai Nubiani di Irtjet, Medja, Yam Wawat, Kaau; e dalla terra di Tjemeh."
I mercenari avevano uno status abbastanza elevato (mogli e servi egiziani sono documentati per mercenari nubiani a Gebelein nel Primo periodo intermedio) e svolsero un ruolo primario nella diffusione di armi e tecniche avanzate come l'arco composito. Morkot (2003) nota una diffusione della tecnologia bellica nella valle del Nilo. "Anche la Nubia deve aver beneficiato del commercio internazionale di armi. Sebbene le scene di battaglia mostrino i nemici nubiani convenzionalmente come arcieri con relativamente poco equipaggiamento, altre fonti mostrano l'uso di carri da parte dell'élite e le scene di "tributo" mostrano armi e armature fabbricate in Nubia [...] l'inclusione di carri come parte di il tributo kushita all'Egitto suggerisce che anche loro sarebbero stati infine fabbricati nella stessa Nubia".
Le armate egizie si confrontarono spesso con quelle di un'altra grande potenza della Valle del Nilo, il regno nubiano di Kush, in quello che oggi è il Sudan settentrionale. I Kushiti quasi distrussero l'Egitto al tempo della XVII Dinastia (circa 1575–1550 a.C.) secondo un rapporto del 2003 degli egittologi del British Museum che decifrava le iscrizioni nella tomba di Sobeknakht, un governatore di El Kab, un'importante capitale provinciale durante l'ultima parte della XVII Dinastia. Secondo Davies, Direttore del Dipartimento dell'Antico Egitto e del Sudan: “[Kush] ha travolto le montagne, il Nilo, senza limiti. Se fossero rimasti ad occupare l'Egitto, i Kushiti avrebbero potuto eliminarlo. È così che l'Egitto si è avvicinato all'estinzione. Ma gli egiziani erano abbastanza resistenti da sopravvivere e poco dopo inaugurarono la grande età imperiale conosciuta come il Nuovo Regno. I Kushiti non erano interessati all'occupazione. Andavano a razziare oggetti preziosi, simbolo di dominio. Hanno fatto molti danni.» Man mano che la civiltà dinastica cresceva, le armi egiziane si espandevano anche nel vicino territorio dei Filistei e i combattenti nubiani ed egizi aiutarono a stabilire accampamenti e stazioni di passaggio nel nord del Sinai e insediamenti nelle terre tribali dei filistei meridionali.

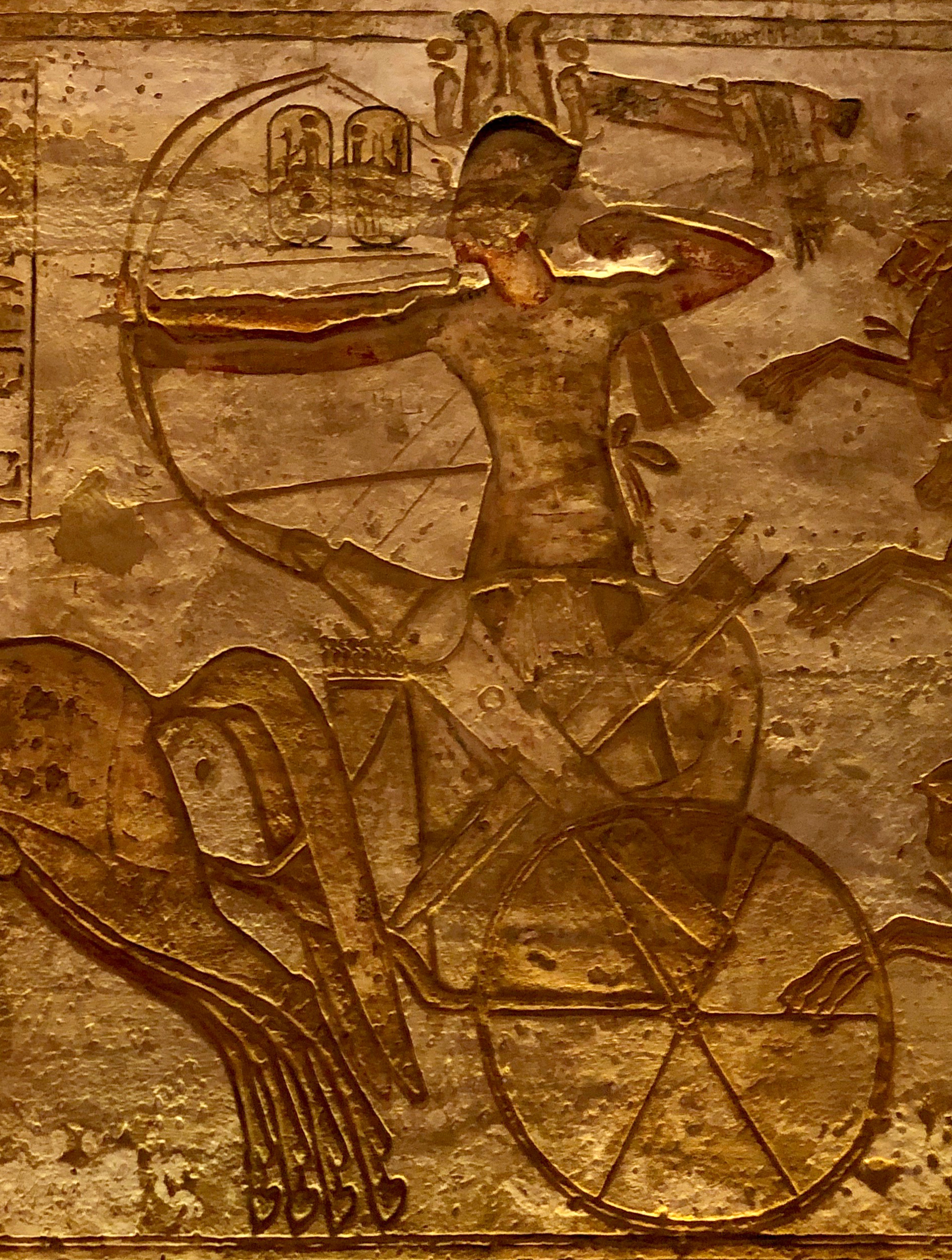
Ramses II combatte da un carro nella Battaglia di Qadeš con due arcieri, uno con le redini legate intorno alla vita per liberare entrambe le mani - rilievo da Abu Simbel.

La conquista dell'Egitto da parte dei semitici Hyksos introdusse una significativa evoluzione tecnologica nell'esercito egizio: armi in bronzo (più solido del rame) di nuova foggia (es. khopesh), corazze e il carro da guerra trainato da cavalli. L'era Hyksos comportò un secolo di dominio straniero, a partire dal 1640 a.C., sul Basso Egitto. Con Seqenenre Tao (che morì a causa di un combattimento o di una cattura) e suo figlio Kamose si avviò la riscossa egizia: gli Hyksos vennero respinti sempre più a nord e la flotta mercantile sotto le mura della loro capitale, Avaris, fu distrutta. La sconfitta degli Hyksos fu completata da Ahmose I che inaugurò la XVIII Dinastia e il Nuovo Regno. Seppur furono le "forze tradizionali egizie" a sconfiggere gli Hyksos, due nuove armi riconducibili all'influenza semitica, l'arco composito e il carro da guerra, divennero basilari per l'armata del faraone. Questo periodo ha visto nuove vette nella raffinatezza e abilità militare egiziana. I metodi di reclutamento furono perfezionati. Furono istituite armerie centrali che fornivano alle truppe archi, faretre, scudi e lance standardizzati. Ahmose I impose un addestramento ben organizzato e intenso, comprensivo di pratica del tiro con l'arco e istruzione sulla corretta gestione e utilizzo dei carri. La documentazione della tomba di un funzionario reale nubiano chiamato Maiherpri della XVIII Dinastia mostra che le truppe nubiane mantennero la loro reputazione d'eccellenti arcieri in questo periodo: armati anche nella morte, il loro corredo funerario comprendeva arco, frecce, faretra e bracciale protettivo. Anche unità di altri popoli come siriani, libici e Medjay furono incorporate nelle forze egiziane. Questi sviluppi posero le basi per l'espulsione degli Hyksos e la riconquista del territorio. La strategia anti-Hyksos di Ahmose mostra di per sé stessa una maggior sofisticatezza: anzitutto, il faraone tagliò le linee di comunicazione degli Hyksos tra la loro base ad Avaris e Canaan prendendo la città di Tjaru; passò poi all'assalto diretto di Avaris, conquistata dopo 4 attacchi; ulteriori campagne a Gaza misero definitivamente fine all'egemonia degli Hyksos in Egitto.
Le campagne del faraone Thutmose III continuarono la grande ascesa militare dell'Egitto. Le formazioni di fanteria erano meglio addestrate, guidate e armate. Di solito erano organizzate in sotto-unità di 50 combattenti organizzate in divisioni di circa 5.000 uomini. Gli arcieri erano meglio integrati con i fantaccini. Il corpo della carreria fu ampliato e generalmente riservato alla nobiltà. Ogni veicolo trasportava due uomini, un auriga che trasportava anche un enorme scudo e un soldato armato con un potente arco composito, frecce con punta di bronzo e una dozzina di giavellotti per il tiro più ravvicinato. Dietro i carri veniva la fanteria, solide file di lancieri e arcieri. Il tiro degli arcieri apriva lo scontro, mentre le squadre di carri manovravano attorno ai fianchi o attraverso il fronte nemico. I carri di solito si impegnavano in battaglie a distanza con frecce contro carri o fanti avversari, o potevano effettuare attacchi d'urto contro punti vulnerabili della formazione nemica. La fanteria nel frattempo avanzava alle sue spalle, pronta a compiere ulteriori attacchi, o fornendo una solida linea di difesa dietro la quale i carri potevano raggrupparsi in caso di problemi.
Le operazioni del faraone Thutmose III testimoniano la raffinatezza egiziana. Nella battaglia di Megiddo, nell'attuale Giordania, le truppe siriane si schierarono davanti alla città. Thutmose inviò prima l'ala sinistra della sua forza a nord-ovest di Megiddo, per tagliare la linea di ritirata siriana. Ridistribuì la sua ala destra a sud della città e concentrò la sua potente carreria (oltre 1.000 unità) al centro. I carri sfondarono il fianco destro della formazione siriana e la fanteria egiziana, salendo veloce, si gettò nella mischia con giavellotto, spada e ascia da battaglia. L'esercito siriano si sgretolò. Tali successi sarebbero continuati man mano che le forze egiziane migliorate crescevano in potere e influenza in tutta la regione. L'ascesa della Persia vide la conquista dello stato egiziano e la fine della sua attività militare indipendente, tuttavia le forze egiziane, inclusi gli arcieri nubiani, continuarono a lasciare il segno come parte dell'esercito persiano, e furono persino utilizzati contro Alessandro Magno a Isso, circa 333 a.C.

### Storia militare di Cartagine
Il sistema militare "misto" cartaginese. Situato nell'odierna Tunisia, l'impero di Cartagine, pur di origini fenicie, attinse pesantemente dal territorio africano in risorse e soldati, in particolare la fanteria libica e la cavalleria numida. Il sistema militare cartaginese era "misto": gli eserciti erano costituiti da contingenti tratti da varie tribù e nazioni. Le classi privilegiate della città erano costituite dalla famiglie dei Fenici e dei Libo-Fenici. Le truppe più affidabili erano libiche, principalmente fanteria pesante ma con alcuni schermagliatori leggeri e cavalleria. La migliore cavalleria leggera era fornita dalle tribù della Numidia; unità di combattenti che Roma stessa avrebbe fino con l'assoldare. A questo si aggiungevano altri contingenti e mercenari sudditi o alleati provenienti dall'Iberia, dalla Sicilia, dalla Grecia e dall'Italia. Se prestavano servizio per lunghi periodi sotto comandanti competenti come Amilcare, Asdrubale e Annibale, tali forze "miste" si comportavano bene. Il coordinamento, il comando e il controllo, tuttavia, tendevano ad essere meno efficaci rispetto al sistema romano più standardizzato. Un simile "misto" può parimenti essere osservato in alcune epoche della storia militare egizia con contingenti provenienti da Libia, Siria, Nubia e altre contrade uniti ai nativi egizi sotto le insegne del faraone.

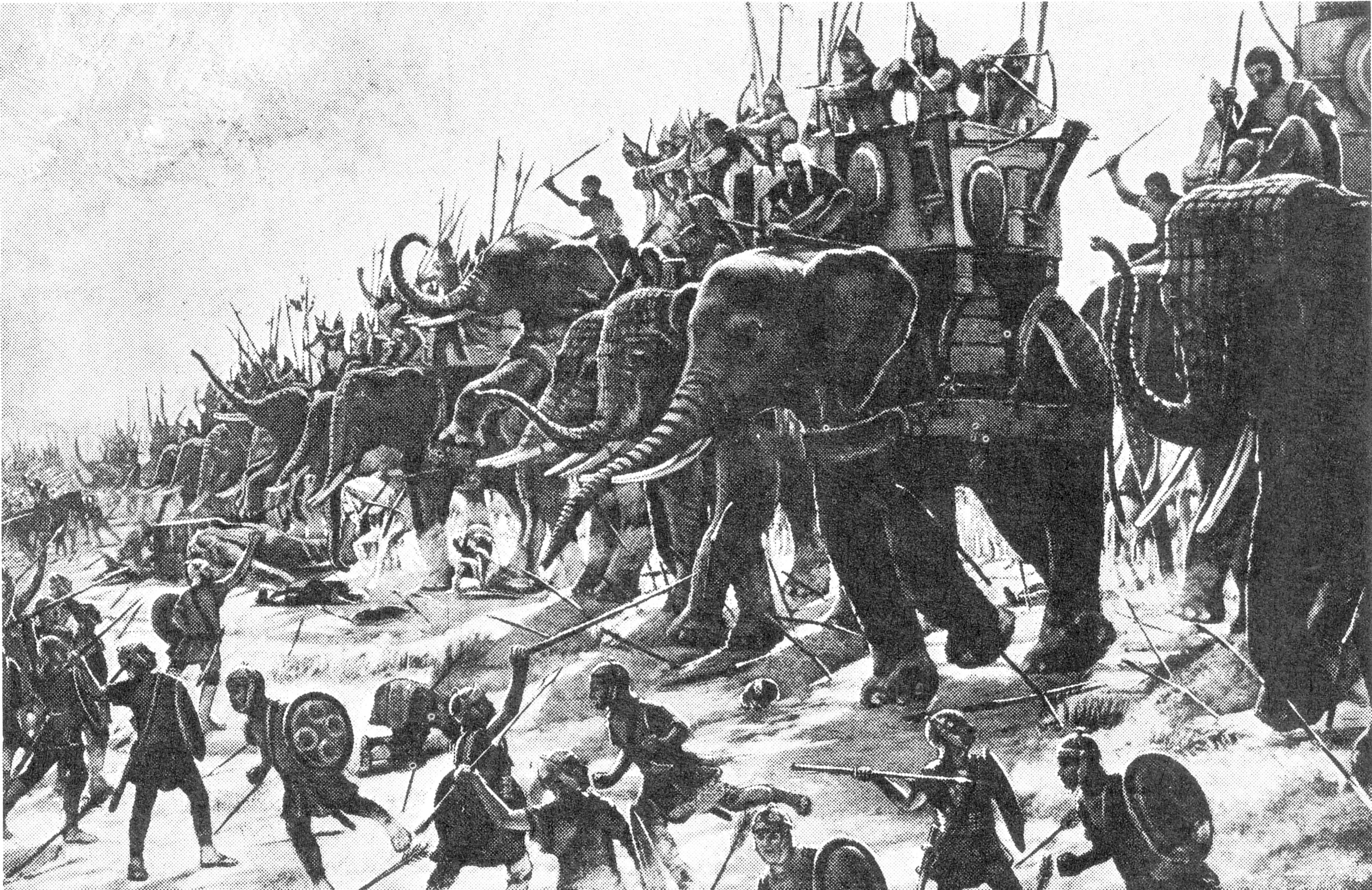
La determinazione di Roma a sconfiggere Cartagine in patria vide le invasioni dell'Africa sia nella prima che nella seconda guerra punica. Il sistema "misto" di Cartagine attirò contingenti da molte fonti, comprese truppe speciali di elefanti da guerra.

Prime vittorie contro Roma in Africa. Nella prima guerra punica (264 - 241 a.C.), il generale romano Marco Atilio Regolo decise di portare lo scontro sul suolo africano nel biennio 256-255 a.C. per schiacciare Cartagine nel suo stesso terreno. L'invasione di Regolo procedette bene nelle fasi iniziali, e presto le legioni invasero Tunisi, usandola come base per organizzare incursioni in territorio nemico. Cartagine respinse le dure condizioni di pace di Regolo e riformò il suo esercito, aggiungendo nuovi contingenti, inclusi Greci, leve indigene e le truppe veterane della campagna siciliana di Amilcare. Da segnalare l'impiego del comandante spartano Santippo che rafforzò l'organizzazione e istituì rigorose esercitazioni davanti alle mura della città. Nel giorno decisivo, anche circa 100 elefanti da guerra sono stati mobilitati per l'azione. La formazione cartaginese poneva al centro le truppe indigene e a destra le forze mercenarie. La cavalleria era divisa tra le ali. Gli elefanti hanno formato una forza d'urto all'avanguardia. In risposta, Regolo sembrava aver approfondito la sua formazione, ma era pesantemente in inferiorità numerica dal cavallo cartaginese. Santippo ordinò agli elefanti da guerra di caricare, e provocarono il caos sulla prima linea della legione. Anche la cavalleria romana fu sconfitta e i cavalieri cartaginesi tornarono ad attaccare i fianchi e la retroguardia della fanteria. Quasi l'intera forza romana fu distrutta nella battaglia, anche se circa 2.000 uomini combatterono per mettersi in salvo. In questa prima grande vittoria di terra contro Roma da parte di Cartagine, a volte indicata come la battaglia di Tunisi, l'approccio "misto" della città nordafricana portò alla vittoria. Un secondo incontro in terra africana non sarebbe andato così bene.
La sconfitta definitiva ad opera di Roma in Africa. Nella seconda guerra punica (218-202 a.C.), Roma si rese nuovamente conto che doveva colpire e sconfiggere Cartagine nella propria patria. Sotto Scipione l'Africano, le forze romane lo fecero in modo convincente, con l'aiuto significativo dei cavalieri numidi di Massinissa. Il mosaico di forze con base in Africa e di altre forze a disposizione di Annibale nella battaglia di Zama era ben diverso da quello di cui aveva disposto in Italia: mancava della fidata cavalleria numida e della fanteria libica che l'avevano aiutato nella battaglia di Canne. La maggior parte dei numidi era passata infatti al servizio di Roma e ciò che restava era in inferiorità numerica e relativamente inesperto. Dovette contentarsi d'una miscela relativamente scoordinata di truppe mercenarie galliche e spagnole, leve africane locali e i restanti veterani agguerriti della campagna italiana. Lo schieramento di Annibale a Zama aveva quindi molte lacune, fondamentalmente la sua mancanza di cavalleria. La sua forza era divisa in tre distinti scaglioni: mercenari nella prima linea, leve indigene nella seconda e la vecchia guardia, i veterani d'Italia (un misto di combattenti africani, gallici, italici e spagnoli) nella terza. Gli elefanti da guerra avrebbero aperto la carica come nella battaglia di Tunisi. Gli aggiustamenti tattici dei romani neutralizzarono però gli elefanti e la battaglia si ridusse a una mischia tra i veterani cartaginesi e i legionari. La carica finale della cavalleria numida contro le sue retrovie diede il colpo di grazia alle forze di Annibale. Roma pose fine al potere militare cartaginese e divenne la nuova potenza dominante sull'Africa settentrionale.

### Storia militare della Nubia

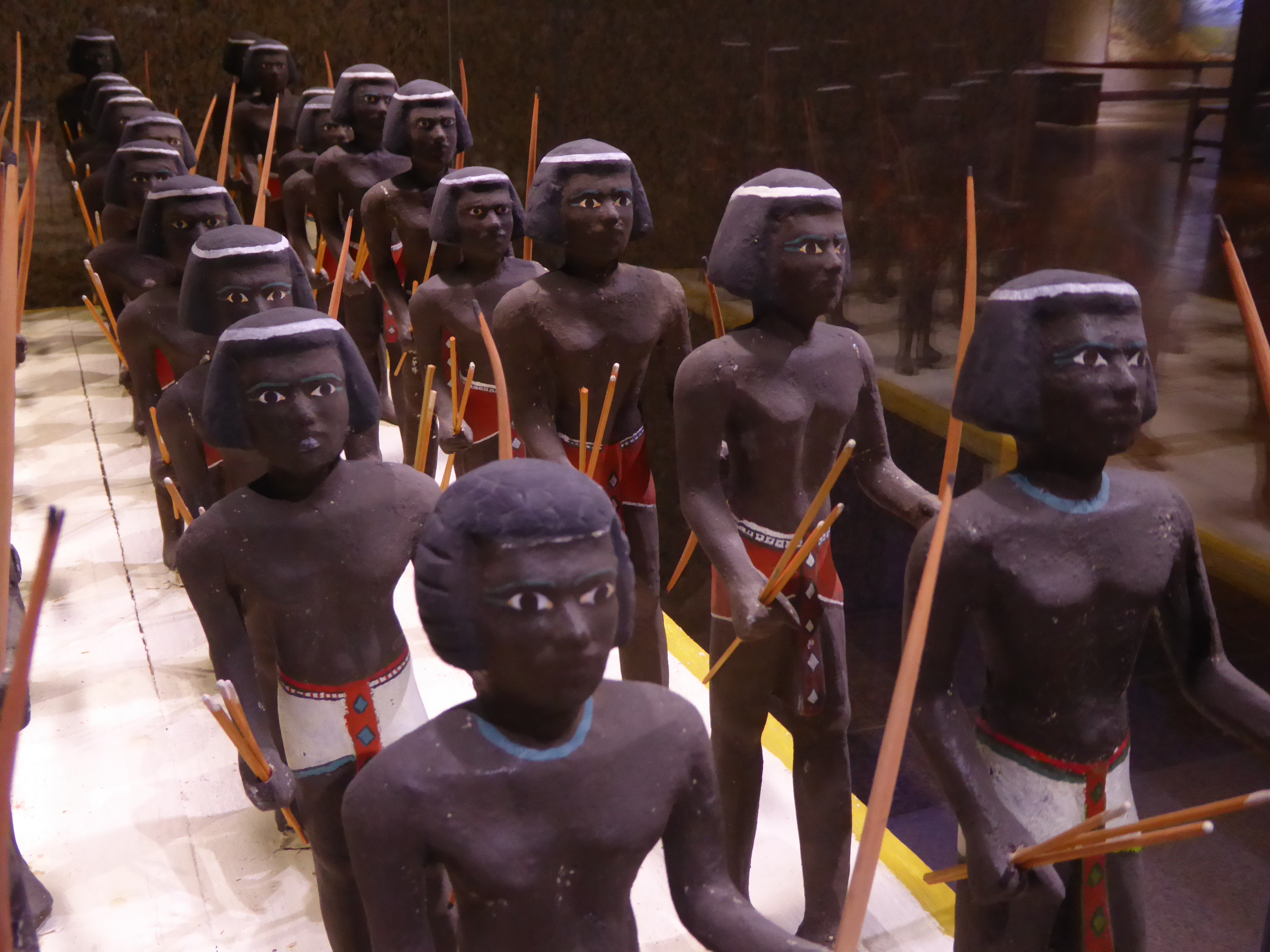
Modelli di Arcieri Nubiani nell'Esercito egizio (XI dinastia egizia) - da una tomba di Asyūṭ (c. 2130–1991 a.C.).

Le invasioni straniere (Assiri, Greci, Romani e Arabi) posero fine alla grande era dinastica dell'Egitto. Tuttavia, l'abilità dei rinomati arcieri nubiani/sudanesi, variamente noti nelle fonti come "Kushiti", "Etiopi", "Nubiani", "Naptani" o "Meroeiti", ha seguitato a lasciare il segno distintivo sia nella regione sia oltre. Diverse forti compagini statali sorsero nella valle del Nilo meridionale dopo il declino dei Faraoni: Kush, i regni della Nubia Cristiana, ecc. Oltre agli scontri locali, i combattenti di questa regni, ora pienamente "africani", affrontarono diversi importanti nemici esterni: le legioni di Roma, gli eserciti della Persia e le forze dell'Islam.
Gli arcieri erano la forza più importante dell'armata kushita. Le fonti antiche indicano che gli arcieri sudanesi preferivano archi monopezzo lunghi tra i sei ei sette piedi, con una forza di trazione così potente che molti degli arcieri usavano i piedi per piegarli. Sebbene i tipi compositi vedessero un certo uso, lo storico greco Erodoto (circa 450-420 a.C.) indica che la costruzione primaria dell'arco era di legno di palma stagionato, con le frecce fatte di canna. Altre fonti descrivono intensi incontri tra arcieri africani e una varietà di nemici. Tali combattenti non erano una vista rara sui campi di battaglia o sulle corti reali in tutto il Mediterraneo e il Medioriente. C'è qualche indicazione che le frecce degli arcieri sudanesi (compresi quelli che combattono contro Roma) fossero spesso avvelenate, una tecnica cara a diversi arcieri africani fino al XIX secolo. Nel suo confronto con Roma, il regno nubiano di Meroe schierò anche elefanti da guerra. Altre forze sudanesi come i Blemmi schierarono cavalli e cammelli per le loro incursioni oltre la frontiera egizia, ricorrendo massicciamente alle tattiche delle frecce avvelenate.

#### Lo scontro con la Persia
L'invasione dell'Egitto da parte di Cambise II di Persia (circa 525 a.C.) si chiuse con la battaglia di Pelusium, nella quale i Persiani sbaragliarono le forze egiziane, conquistarono Menfi e catturarono il faraone Psammetico III. Quando Cambise si spostò a sud ed attaccò il regno di Kush, la sua parabola ascendente s'interruppe: le difficoltà logistiche nell'attraversare il deserto furono aggravate dalla feroce risposta degli eserciti kushiti, le cui raffiche di frecce (a volte tanto precise da puntare ai volti ed agli occhi del nemico) decimarono i ranghi persiani. Una fonte storica osserva:

“Così dagli spalti come sulle mura di una cittadella, gli arcieri tenevano il passo con una scarica continua di dardi ben puntati, così fitti che i Persiani avevano la sensazione di una nuvola che scendesse su di loro, soprattutto quando gli Etiopi si facevano i loro nemici; occhi i bersagli. Così infallibile era il loro scopo che quelli che trafiggevano con le loro aste si precipitavano selvaggiamente tra la folla con le frecce che sporgevano dai loro occhi come doppi flauti".
Un sovrano kushita rise degli inviati persiani che gli offrivano in dono un arco, aggiungendo che l'armata persiana avrebbe potuto ritentare il colpo quando fosse stata abbastanza forte da poter utilizzare quell'arma. La resistenza kushita costrinse i Persiani a ripiegare.

#### Lo scontro con Roma
La conquista romana dell'Egitto lo mise in rotta di collisione con le potenze sudanesi delle regioni meridionali. Nel 20 a.C., 30.000 Kushiti di Teriteqas invasero l'Egitto: per lo più di fanteria armata di archi lunghi circa 4 cubiti, scudi di pelle grezza e mazze, accette, picche e spade. I Kushiti penetrarono a sud fino all'area di Assuan, sconfiggendo tre coorti romane, conquistando Syene, Elefantina e File, catturando migliaia di egizi e rovesciando le statue di bronzo di Augusto recentemente erette. La testa d'una di queste statue fu portata a Meroe come trofeo e sepolta sotto la soglia di un tempio della candace Amanirenas, per commemorare la vittoria kushita, e calpestare simbolicamente i suoi nemici. Un anno dopo, Publio Petronio affrontò i Meroiti nella battaglia di Pselchis, sconfiggendoli. Strabone riferisce che Petronio continuò ad avanzare, conquistando Premnis e poi l'antica capitale kushita di Napata. Petronio si fermò, giudicando l'avanzata logisticamente impraticabile; tornò a Premnis per rafforzarsi e lasciò a Napata una guarnigione. In capo a tre anni, la candace Amanirenas radunò una nuova armata, rinforzata anche da tribù del sud, e puntò su Premnis. I romani inviarono rinforzi ma non arrivò ad una decisiva battaglia: s'intavolarono trattative alla fine favorevoli per i nemici di Roma.
I diplomatici meroitici furono invitati a conferire con lo stesso Augusto nell'isola greca di Samos. I kushiti non usarono molta diplomazia, donando all'imperatore un fascio di frecce d'oro accompagnato dalle parole: "La Kandake ti manda queste frecce. Se vuoi la pace, sono un segno della sua amicizia e del suo calore. Se vuoi la guerra, ne avrai bisogno". L'intesa fu vantaggiosa per ambo le parti. I Kushiti erano una potenza regionale a sé stante e si risentivano del pagamento di tributi. I romani cercarono un tranquillo confine meridionale per le loro forniture di grano egiziano assolutamente essenziali, senza costanti impegni di guerra, e accolsero con favore uno stato cuscinetto amichevole in una regione di confine assediata dai nomadi razziatori. Anche i Kushiti, ritenendo i nomadi come i Blemmi un problema, hanno permesso a Roma di monitorare e allestire avamposti contro di loro, e negli anni successivi hanno persino condotto operazioni militari congiunte con i romani contro tali predoni. Le condizioni erano mature per un accordo. Durante i negoziati, Augusto concesse agli inviati kushiti tutto ciò che chiedevano e annullò anche il tributo precedentemente richiesto da Roma. Premmis (Qasr Ibrim), e le aree a nord di Qasr Ibrim nella parte meridionale della "Striscia delle trenta miglia" furono cedute ai Kushiti, il Dodecaneso fu stabilito come zona cuscinetto e le forze romane furono ritirate sul confine tolemaico di Maharraqa. L'accordo garantì a Roma pace e tranquillità sulla frontiera egiziana e aumentò il prestigio diplomatico di Augusto. Il rispetto accordato all'imperatore dagli inviati kushiti quando il trattato fu firmato creò anche un'impressione favorevole con altri ambasciatori stranieri presenti a Samo, compresi gli inviati dall'India, e rafforzò la posizione di Augusto nei negoziati con l'Impero partico. La pace durò per circa tre secoli. Le iscrizioni erette dalla regina Amanirenas su un antico tempio ad Hamadab, a sud di Meroe, registrano la guerra e l'esito favorevole dal punto di vista kushita. Insieme alla sua firma sul trattato ufficiale, Augusto segnò l'accordo ordinando ai suoi amministratori di collaborare con i sacerdoti regionali nell'erezione di un tempio a Dendur e le iscrizioni raffigurano l'imperatore stesso che celebra le divinità locali.

#### Lo scontro con gli Arabi

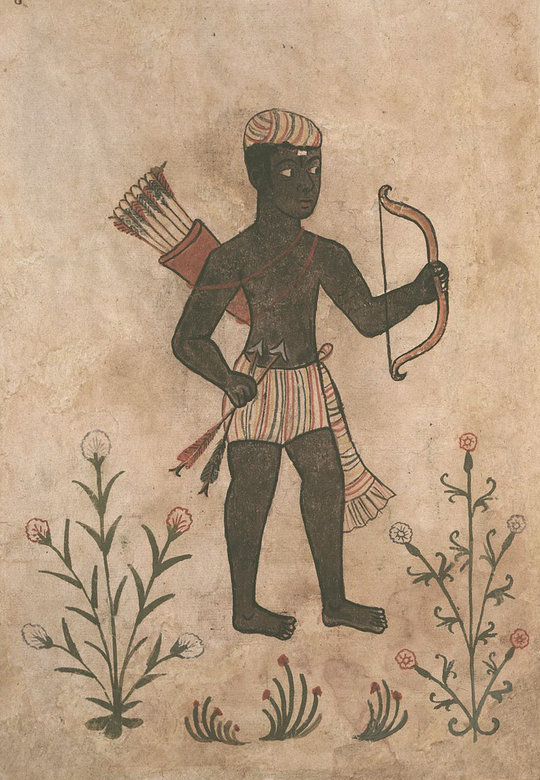
Un arciere nubiano - Codex Casanatense (XVI secolo).

Il terzo grande avversario della Nubia, a quel tempo ormai divisa tra diversi stati di religione cristiana organizzati in una qualche forma confederata (c.d. "Regni cristiani della Nubia" di Makuria, Nobazia e Alodia), furono gli Arabi che avevano invaso l'Egitto e gran parte del Medioriente. Per quasi 600 anni, dopo la loro vittoria nella battaglia di Dongola (652), i potenti arcieri nubiani crearono una barriera all'espansione musulmana nel nord-est del continente africano, respingendo molteplici invasioni e assalti con sciami di frecce pungenti. Lo storico Ayalon paragona la resistenza nubiana a quella di una diga che trattenne la marea musulmana per diversi secoli:

L'evidenza assolutamente inequivocabile e l'accordo unanime delle prime fonti musulmane è che il brusco arresto degli arabi fu causato solo ed esclusivamente dalla superba resistenza militare dei cristiani nubiani. La diga nubiana. La serie di quelle prime fonti include le due cronache più importanti dell'Islam antico, al-Tabari (m. 926) e al-Yaqubi (m. 905); i due migliori libri esistenti sulle conquiste musulmane, al-Baladhuri (m. 892) e Ibn al-A tham al-Kufi (m. 926); l'opera enciclopedica più centrale di al-Masudi (d.956); e le due migliori fonti antiche dedicate specificamente all'Egitto, Ibn Abd al-Hakim (m. 871) e al-Kindi (961) [...] Tutte le fonti sopra citate attribuiscono il successo nubiano al loro superbo tiro con l'arco [...]  A questo fattore centrale va aggiunta la combinazione tra l'abilità militare dei Nubiani e lo zelo cristiano; la loro conoscenza del terreno; la ristrettezza della linea del fronte che dovevano difendere; e, molto probabilmente, la serie di cataratte situate alle loro spalle e altri ostacoli naturali. [...] I Nubiani hanno combattuto molto ferocemente i musulmani. Quando li incontrarono li inondarono di frecce, finché tutti furono feriti e si ritirarono con molte ferite e occhi cavati. Per questo furono chiamati "i tiratori dell'occhio".

Ancora un'altra nota:

La soggezione e il rispetto che i musulmani avevano per i loro avversari nubiani si riflette nel fatto che anche un califfo omayyade piuttosto tardo, Umar b Abd al-Aziz (Umar II 717-720), avrebbe ratificato il trattato nubiano-musulmano temendo per la sicurezza dei musulmani (ha ratificato il trattato di pace per considerazione per i musulmani e per [un desiderio] di risparmiare loro la vita.
I Nubiani costituirono il "fronte africano" che sbarrò a sud la diffusione dell'Islam come altre potenze fecero in Asia centrale, India e nella zona anatolica/mediterranea. Mentre l'espansione militare islamica iniziò con rapide conquiste attraverso Bisanzio, l'Asia centrale, il Maghreb e la Spagna, tali rapidi trionfi naufragarono alla barriera sudanese. Le divisioni interne, insieme all'infiltrazione di nomadi, avrebbero comunque indebolito la "diga nubiana" che alla fine cedette alla pressione musulmana dall'Egitto.

## Medioevo ed Età Moderna: cavalli, armi da fuoco ed evoluzione militare
L'era pre-polvere da sparo abbraccia i secoli dall'inizio del medioevo agli inizi dell'espansione araba ed europea nel XVI e XVII secolo. La guerra africana in questo periodo comprese tanto incursioni e razzie quanto grandi campagne e vide dispiegato l'intero set di armi tipiche per il livello tecnologico del tempo: lance, spade, scuri, mazze, scudi, giavellotti e archi con frecce avvelenate, ormai archetipiche per l'Africa e diffusissime tra popoli come gli Ndongo, i Fulani o i Mossi. Le fortificazioni spaziavano da imponenti castelli a campi trincerati dotati di bastioni. Nuovi sistemi svilupparono al fianco delle nuove armi. Sia la fanteria sia la cavalleria furono ben rappresentate nel continente e l'introduzione di cavalli ed armi da fuoco in gran numero avrebbe avuto importanti implicazioni per i sistemi militari locali.

### L'arrivo del cavallo

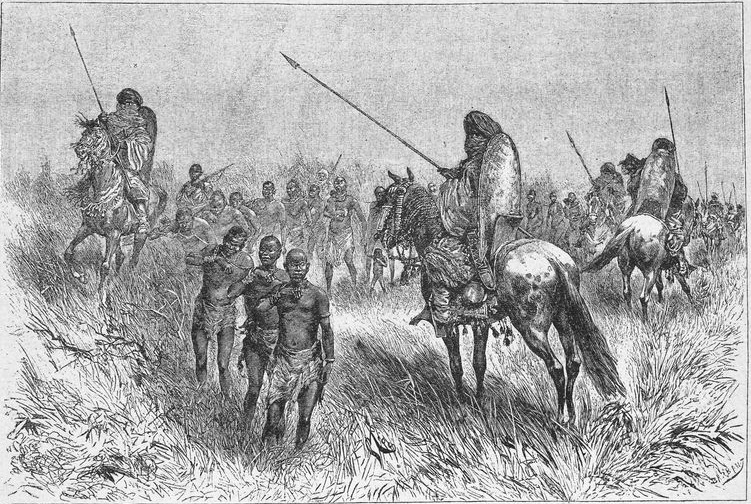
Nonostante i loro vantaggi tattici, i cavalli erano spesso costosi da acquisire e mantenere e soffrivano della malattia portatrice della mosca tse-tse.

Importanza del cavallo. Gli arcieri "etiopi" dell'Africa occidentale sono menzionati da Strabone, intorno al 1º d.C., e compaiono frequentemente nei resoconti arabi della regione nei secoli successivi. Il primato di arcieri e lancieri fu messo in discussione dall'arrivo dei cavalli, sempre più diffusi dal XIV secolo nelle pianure delle regioni del Sahel e del Sahara e nelle savane dell'Africa settentrionale-occidentale. Lancia, staffa e sella davano al guerriero a cavallo un vantaggio significativo rispetto al fantaccino. Diverse società dominate dalla cavalleria stavano per emergere nelle regioni della savana, tra cui Mali, Songhai, Oyo, Bornu e altri. Le importazioni di cavalli superavano l'allevamento locale in diverse aree e rimasero importanti nel corso dei secoli. Selle e staffe permisero cariche di massa di cavalieri armati di lancia e spade. Si sviluppò anche l'armatura, in cotta di maglia, rinforzata da elmo in ferro, tanto quanto la barda per il cavallo. Alcuni storici britannici ipotizzano che uno dei personaggi responsabili di tali innovazioni su vasta scala sia stato il famoso Mansa Musa, imperatore del Mali impegnato a rendere il suo paese allineato agli standard bellici del resto del mondo islamico. Durante il suo pellegrinaggio alla Mecca nel 1324, il Sultano d'Egitto gli regalò appositamente numerosi cavalli, tutti dotati di selle e briglie. L'ascesa della cavalleria non spodestò completamente gli arcieri e i lancieri dell'Africa occidentale. I due corpi spesso lavorarono fianco a fianco.
Limiti del cavallo. C'erano serie limitazioni alla diffusione del cavallo in guerra, in contrasto con il suo uso per scopi cerimoniali. L'allevamento e il mantenimento dei cavalli erano difficili e limitati in molte parti dell'Africa occidentale e centrale a causa della "malattia del sonno" indotta dalla mosca tse-tse che colpiva sia l'uomo sia la bestia. I cavalli da combattimento negli stati dell'Africa occidentale venivano spesso tenuti in stalle e nutriti lì, piuttosto che essere messi a pascolare all'aperto dove la mosca tse-tse potrebbe ridurne il numero. Il massiccio ricorso all'importazione era pertanto una necessità, specialmente per le razze più grandi. Stati come Dagoma nel nord del Ghana, Nupe e il regno yoruba di Oyo in Nigeria erano molto dipendenti dalle importazioni di cavalli, solitamente finanziate dalla vendita di schiavi. Come nell'Europa medievale, anche in Africa il mantenimento delle forze di cavalleria era più costoso, poiché richiedeva armature, finimenti, stalle, ornamenti e animali di rinforzo. L'interruzione delle importazioni sulle rotte commerciali potrebbe ridurre l'offerta di cavalli. L'assenza di un terreno relativamente piatto rendeva poi difficile utilizzare efficacemente la cavalleria. L'Oyo, ad esempio, ebbe relativamente poco successo nelle fitte aree boschive durante un'inefficace invasione della Nigeria nel XVII secolo. I cavalli stessi necessitano cibo e cure, un onere logistico pressante per le grandi formazioni. A Oyo, un gran numero di schiavi veniva tenuto per mantenere i cavalli, trasportare foraggio e acqua alle stalle e accompagnare le forze di cavalleria come truppe di supporto. La loro introduzione ha quindi avuto un impatto variabile in molte aree.

### L'arrivo delle armi da fuoco

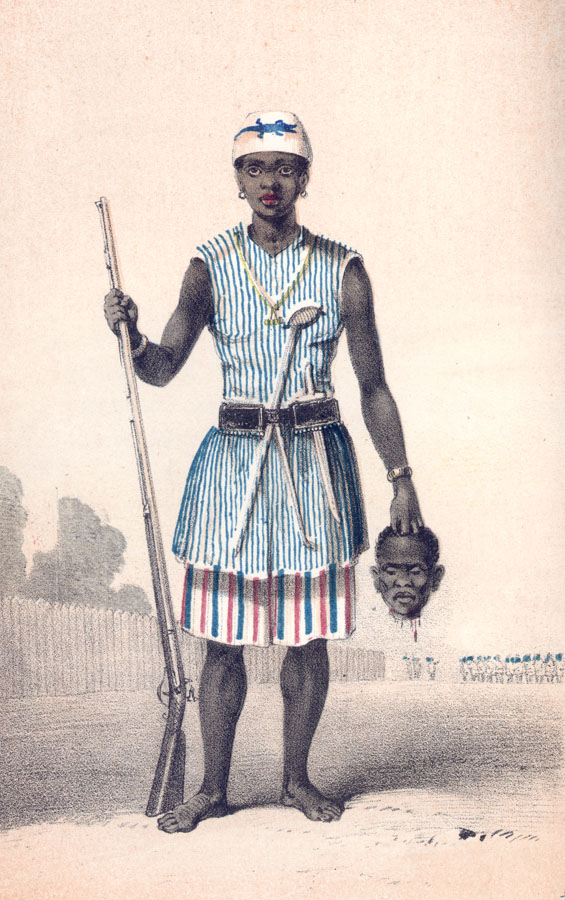
Molti sistemi militari mescolavano armi con stili di guerra tradizionali. Formazioni insolite includevano corpi di donne guerriere: le Amazzoni del Dahomey.

In Africa, l'introduzione sistematica della armi da fuoco data al conflitto del XVI secolo tra il Sultanato di Adal, un regno medievale musulmano multietnico del Corno d'Africa, ed il cristiano Impero d'Etiopia, erede dell'antico Regno di Axum, di cui Adal era una delle province. Tra il 1528 ed il 1540, un imam somalo di nome Aḥmad Grāñ b. Ibrāhīm, rifornito di truppe, cannoni ed archibugi dagli Ottomani, liberò Adal dalle truppe Etiopi e passò poi all'attacco dell'impero cristiano. In risposta, Claudio d'Etiopia (regno 1540-1559) si alleò con i portoghesi di Cristoforo da Gama ottenendo anch'egli il supporto di archibugi e cannoni. Il conflitto dimostrò in modo inequivocabile, il valore e le potenzialità delle nuove armi portate dagli Europei e dai Turchi: il cannone, l'archibugio e il moschetto.

Ernest Gellner nel suo libro "Nazioni e nazionalismo" sostiene che il potenziale accentratore del cannone e del libro ha permesso sia al popolo somalo sia al popolo Amhara di dominare la storia politica del Corno d'Africa nonostante nessuno dei due fosse numericamente predominante:
"Nel Corno d'Africa sia gli Amhara sia i Somali possedevano sia la pistola che il Libro (non lo stesso Libro, ma edizioni rivali e diverse), e nessuno dei due si preoccupava molto della ruota. Ciascuno di questi gruppi etnici è stato aiutato nell'uso di questi due pezzi di equipaggiamento culturale dal suo legame con altri membri della più ampia civiltà religiosa che li usava abitualmente ed erano disposti a ricostituire la loro scorta". – Ernest Gellner
Importanza delle armi da fuoco. Le armi da fuoco ebbero un importante effetto sui sistemi militari africani. Quantità crescenti di moschetti sono associate all'aumento della tratta degli schiavi, poiché grandi potenze come il Regno del Benin, il Regno del Dahomey e l'impero Ashanti intensificarono infatti le loro campagne di conquiste per soddisfare l'insaziabile domanda di corpi umani. Le armi da fuoco erano un importante oggetto di scambio con gli Africani negli anni precedenti il 1800, pagate in oro o schiavi. Alcuni storici sostengono che l'introduzione delle armi da fuoco abbia avuto un enorme impatto sulla raccolta di schiavi in Africa. I moschetti a pietra focaia, più affidabili dei moschetti a miccia, diedero il via alla prima grande stagione di vendite d'armi e obsoleti moschetti a canna liscia di questo tipo venivano esportati in Africa ancora nel XIX secolo. L'impatto psicologico delle armi a polvere nera negli attacchi notturni e all'alba, i favoriti dai predoni di schiavi, era significativo e, nella cattura degli schiavi, i moschetti a pietra focaia potevano anche essere caricati con salve per ferire/paralizzare il bersaglio senza ucciderlo. La connessione tra il commercio d'armi e la tratta degli schiavi è descritta dal direttore generale olandese a Elmina nel 1730:
"La grande quantità di fucili e di polvere da sparo che gli Europei hanno portato ha causato terribili guerre tra i Re e Principi e Caboceers di queste terre, che hanno fatto dei loro prigionieri di guerra schiavi; questi schiavi sono stati immediatamente comprati dagli Europei a prezzi sempre crescenti, cosa che, a sua volta, spinge costantemente queste persone a rinnovare le loro strutture e, con la speranza di facili guadagni che fa dimenticare loro tutto, usando ogni sorta di pretesto per attaccarsi a vicenda per ravvivare vecchie controversie."
Gli stessi olandesi esportavano oltre 20.000 tonnellate di polvere da sparo ogni anno lungo la Gold Coast entro il 1700. In tutta la regione, commercianti inglesi, francesi e altri facevano a gara tra loro per rifornire i loro clienti africani. Entro la metà del XVIII secolo, circa 400.000 armi da fuoco venivano esportate ogni anno in Africa alimentando i conflitti che generavano i prigionieri necessari per soddisfare la richiesta di schiavi. Gli storici mettono però in guardia dal legare tutte le guerre africane dell'era moderna alla caccia di schiavi, osservando che i regni indigeni avevano rivalità, contese e faide ben più antichi dell'introduzione delle armi a polvere da sparo o della comparsa degli europei. Le armi da fuoco non erano poi appannaggio dei grandi regni ma usate anche da una pletora di banditi, predoni, rapitori e signori della guerra in cerca di prigionieri per sfamare la pesante richiesta di schiavi di Europei e Arabi. Queste entità, a volte rifornite direttamente di armi da fuoco da trafficanti di schiavi europei o arabi, si estendevano ampiamente nelle regioni in cui operavano, creando enormi disordini e insicurezza, in particolare dove non esistevano forti stati centralizzati in grado di proteggere i propri sudditi. L'ondata di armi da fuoco in arrivo e la diffusa interruzione causata dalla tratta degli schiavi hanno indotto alcuni stati e comunità africane ad adottare le incursioni degli schiavi sia come strumento di costruzione dello stato che come misura di autodifesa: acquisire prigionieri da vendere per acquisire armi da polvere da sparo. Vari popoli e stati hanno anche creato nuove caste di guerrieri schiavi professionisti, con i loro comandanti (anch'essi schiavi), armati sia di moschetti sia d'armi tradizionali, il cui compito era sia la guerra di difesa dello stato sia la razzia a scopo schiavista, intensificando il ciclo di predazione-dislocazione in molte aree: c.d. "eserciti ceddo".
Limiti delle armi da fuoco. Seppur le armi da fuoco dovevano avere un impatto profondo, questo non fu uniformemente rivoluzionario e/o trasformativo in tutte le aree. Le armi europee non soppiantarono rapidamente armi ed organizzazione militare tradizionale. Le risposte furono miste: rifiuto assoluto; mix lancia e moschetto; ecc. I fucili introdotti in Africa erano spesso di qualità scadente, imprecisi e a fuoco lento: in effetti, era pratica standard dei mercanti europei e dei funzionari governativi spedire armi da fuoco difettose nell'Africa occidentale. Nel 1719, ad esempio, si stimava che solo 4 fucili su 50 fossero utilizzabili al castello di Cape Coast, e nel 1736 un funzionario danese sulla costa occidentale si lamentò con i suoi padroni a Copenaghen per il gran numero di carabine che scoppiavano o s'inceppavano, danneggiando la sua credibilità con i capi e i commercianti locali. Sulla Costa degli Schiavi, documenti del XVIII secolo mostrano che il re del Dahomey si lamentava con i commercianti europei di armi che esplodevano all'utilizzo. Tuttavia, si verificarono pochi cambiamenti nella politica ufficiale e i monopoli commerciali e i regimi coloniali fecero strenui tentativi di regolamentare o estromettere i commercianti disonesti indipendenti. La concorrenza stessa tra europei (olandesi, inglesi, francesi, ecc.) era feroce e raramente significava armi di qualità quanto piuttosto tagli alla qualità per mantenere alti margini di profitto. In breve, le armi da fuoco non furono garanzia di successo nella guerra in Africa sino alle armi sofisticate del XIX secolo.

#### Lanciere e arciere contro archibugiere
La storia dell'Angola offre dettagli istruttivi su vantaggi e limiti delle armi da fuoco, nonché un confronto tra sistemi militari africani ed europei. Le truppe portoghesi hanno spesso ottenuto prestazioni eccellenti ma le fonti scritte a volte esagerano il numero di nativi sconfitti, dando un'immagine fuorviante della realtà militare africana. Una fonte, ad esempio, parla di scontri un milione di truppe nemiche africane, una cifra molto dubbia secondo alcuni storici moderni. È chiaro che le armi da fuoco conferivano un indubbio vantaggio tattico sia sui campi di battaglia africani sia europei ma il successo era influenzato da altri fattori come il terreno, il clima, il morale e la risposta del nemico. Il risultato fu vario. Usando tempo, organizzazione e numeri superiori, le forze indigene a volte neutralizzarono o sconfissero le truppe con armi da fuoco. Nel bacino dello Zambesi, ad esempio, nel 1572, una forza di 600 archibugieri portoghesi, supportati da cannoni, formò un quadrato disciplinato e sconfisse diverse migliaia d'africani armati di archi, lance e asce. Il guadagno per gli europei ammontò a poco meno di 50 mucche quando il fumo si diradò e la loro missione di controllare le miniere d'oro di Mwene Mutapa fallì. In effetti, furono costretti a pagare un tributo allo stato di Mutapa in cambio del diritto a un'attività mineraria limitata.
Truppe europee con armi da fuoco furono sconfitte in diverse occasioni da lancieri e fanti africani armati di frecce avvelenate. Nel 1684, ad esempio, i lancieri e gli arcieri di Changamire Dombo affrontarono i portoghesi in campo aperto a Mahungwe. Le armi da fuoco inflissero pesanti perdite agli africani ma la battaglia durò sino a sera senza che gli indigeni smettessero di attaccare e i portoghesi si ritirarono, abbandonando il loro campo al saccheggio. Gli scrittori portoghesi del periodo commentano favorevolmente la rigida disciplina degli eserciti africani, talune loro armi (es. le scuri da battaglia), la formazione a mezzaluna dello schieramento, le astute tattiche d'inganno durante gli attacchi notturni che includevano l'erezione di un enorme numero di fuochi da campo intorno ai portoghesi per far loro credere che la forza di Dombo fosse due volte più grande. Nel 1690 le forze di Dombo diedero seguito a questa vittoria espellendo i portoghesi da tutti i loro insediamenti sull'altopiano dello Zimbabwe, un trionfo che pose fine alla futura presenza lusitana nell'area estromettendoli dal controllo delle locali miniere d'oro. Nel complesso, il punto d'appoggio del Portogallo nella regione sarebbe rimasto tenue per almeno due secoli. Questi e altri eventi illustrano sia il potere sia i limiti delle armi da fuoco nei sistemi militari africani. Le successive osservazioni del re Zulu Shaka sull'efficacia delle armi da fuoco rispetto alle alternative africane non erano quindi irragionevoli. Va notato tuttavia che molti dei regni angolani integrarono corpi di fucilieri nelle loro armate tradizionali, adeguando ed ammodernando i loro sistemi. Quest'integrazione della nuova tecnologia con i sistemi esistenti è simile alle combinazioni picca-moschetto-balestra inizialmente adottata in Europa al principio dell'era della polvere da sparo.

## Gli imperi dei cavalieri della savana

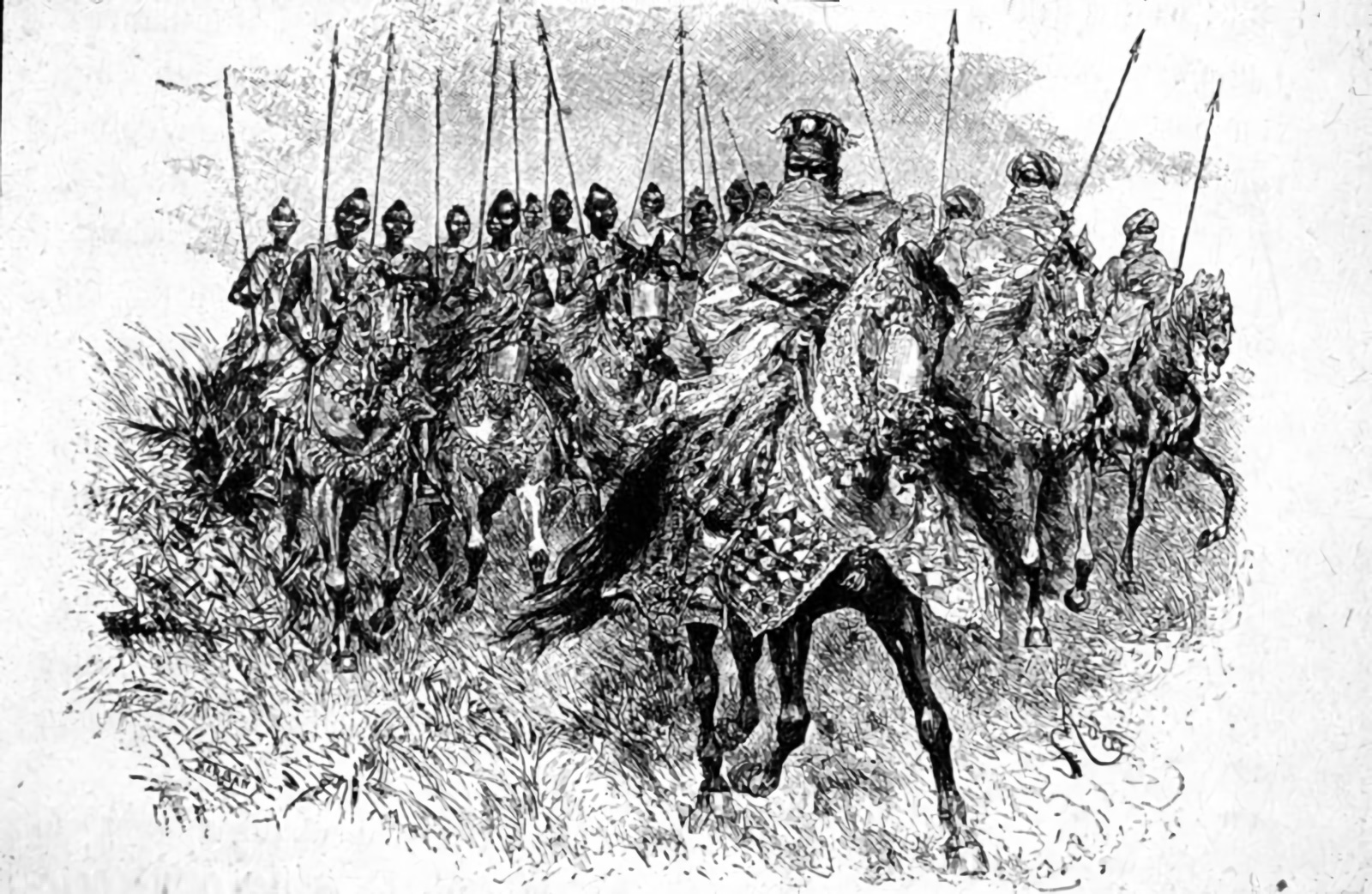
Basandosi fortemente sulla cavalleria ma incorporando anche la fanteria, gli imperi della savana hanno dominato per secoli gran parte dell'Africa occidentale.

Contrariamente alle impressioni popolari occidentali, l'Africa subsahariana ha prodotto forze di cavalleria significative solo dove l'ambiente lo permetteva. Le savane dell'Africa occidentale in particolare (Guinea, Gambia, Senegal, Niger ecc.) e le terre di confine nel Sahara e nel Sahel hanno visto sorgere regni basati sulla cavalleria di secolare durata. Laddove la mosca tse-tse non era forte e il terreno era favorevole, i cavalieri divennero l'aristocrazia dominante nella savana. L'introduzione del cavallo (e in una certa misura del cammello nelle aree desertiche) ha significativamente trasformato l'arte della guerra africana.

### Armi, equipaggiamento e armi
Armi e armature da cavalleria. Tra gli eserciti Fulani-Hausa di Sokoto, sia il cavallo sia il cavaliere erano corazzati. La barda del cavallo era generalmente in cotone trapuntato, imbottito con fibra di kapok, mentre l'armatura del cavaliere era una cotta di maglia finemente lavorata (d'ispirazione mamelucca) o una pesante armatura trapuntata che combinava tradizione locale ed ispirazione religiosa musulmana. Gli armorari locali cucivano batuffoli di carta strettamente arrotolati incisi con versetti coranici negli strati di cotone e kapok. Qualunque fossero i loro poteri spirituali, spesso potevano smussare i colpi di taglio della spada ma erano meno efficaci contro le frecce. L'armatura era integrata da elmi di cuoio rinforzati e robusti scudi di pelle d'elefante o ippopotamo. Le staffe dei cavalli spesso costituivano armi efficaci nella mischia, sventrando le cavalcature nemiche e ferendo la fanteria nemica.
Le armi del cavalleria sudanese erano la spada, la lancia, la scure d'arcione e una picca a lama larga. Anche il giavellotto, caro agli antichi cavalieri numidi, era ancora in uso tra i cavalieri del Senegal e del Niger: disposti in faretre che ne contenevano 10-20, erano scagliati con tale velocità e abilità che almeno un resoconto del XVII secolo li paragonava favorevolmente alle armi da fuoco. Tra i Mossi, il cavaliere indossava quanti più abiti possibili per proteggersi dalle frecce nemiche. Quattro o cinque tuniche, rinforzate da cuoio e vari amuleti magici o religiosi, componevano la sua armatura. I cavalli erano protetti con grandi pezzi di pelle ed una testiera in rame. Per difendersi da questi razziatori a cavallo, i villaggi erigevano fortificazioni. I fabbri fabbricavano frecce, lance e altre armi dal ferro estratto e fuso nel paese di Mossi che spesso intingevano nel veleno le punte delle loro lance come altrove facevano gli arcieri con le frecce.

### Leadership, organizzazione e tattica
Su un terreno adatto, il cavaliere in rapido movimento era la forza dominante. Tuttavia, quando la fanteria operava su un terreno meno favorevole alla cavalleria e dispiegava armi da fuoco o tiro con l'arco disciplinato, l'uomo a cavallo non era altrettanto efficace. Le tattiche di cavalleria sono state variate in base al mix di truppe a cavallo e a piedi a disposizione per un'operazione. Le forze di fanteria erano generalmente più grandi e l'ordine tipico di battaglia era una massa di truppe di fanteria armate di scudi di pelle, frecce, archi e lance e una formazione montata di livello superiore. La cavalleria faceva molto affidamento sull'azione dei missili, di solito lanciando giavellotti in uno o due passaggi, prima di avvicinarsi con le lance per l'azione d'urto. La fanteria forniva una forza stabilizzante se poteva ammassarsi in modo abbastanza compatto da resistere alle cariche di cavalleria. Le tattiche di tipo raid erano standard, in particolare nell'acquisizione di prigionieri per la vendita. Generalmente le cavallerie della savana usavano un approccio di armi combinate, operando raramente senza supportare la fanteria.
Le operazioni militari degli imperi della savana possono essere illustrate dai Mossi. Gli uomini di nobile nascita dominavano le unità a cavallo e i cittadini comuni erano relegati a formazioni ausiliarie a piedi. La principale forza d'attacco delle forze Mossi risiedeva nella cavalleria, con l'unità tipica composta da 10 a 15 cavalieri. L'imperatore Mossi delegava il comando supremo delle spedizioni a un comandante di campo, o tansoba.

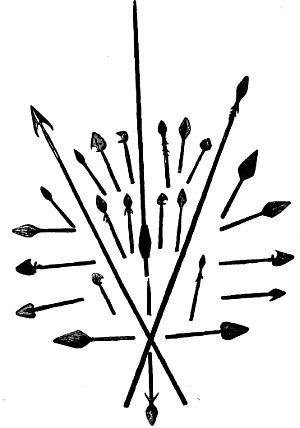
Frecce di legno avvelenate provenienti dall'Africa centrale, lunghe circa 24 pollici. Indurite dal fuoco, le teste aguzze erano imbrattate di veleno e accuratamente avvolte in foglie. Scaricate da archi da 3 piedi, queste armi dall'aspetto fragile ma pericolose potrebbero essere letali a corto raggio.

Il raid era la forma più comune di combattimento Mossi. Informatori o esploratori localizzerebbero un insediamento o una roulotte. La forza d'incursione ha approfittato del terreno, schermando il loro approccio e utilizzando la conoscenza dei punti di rifornimento come le pozze d'acqua. L'ordine di marzo era in genere un file singolo, fino a quando l'obiettivo non veniva individuato. I cavalieri Mossi quindi caricarono, di solito circondando il bersaglio, catturando schiavi e bestiame e facendo una rapida ritirata. Nelle spedizioni più grandi, veniva preso un ordine di battaglia più formale. Gli schermagliatori di fanteria, che di solito erano considerati più sacrificabili, formavano un'avanguardia per ingaggiare il nemico. La cavalleria successiva caricò, organizzata in tre unità, destra, centro e sinistra. Se l'attacco iniziale della fanteria non ha avuto successo, la cavalleria potrebbe ritirarsi, lasciando la fanteria al proprio destino, o aiutandola se così ordinato dal comandante della forza.
Altre forze della savana avevano un'organizzazione più dettagliata. Anche l'Armata Zaberma dell'Alto Volta, ad esempio, faceva affidamento principalmente sulla cavalleria. Hanno costretto i prigionieri, fabbri, pellettieri e minatori a fabbricare armi. Per supervisionare questo lavoro forzato era necessario circa il 20% dell'esercito. Quartieri e pagani accompagnavano ogni spedizione e cercavano di tenere un conto del bottino catturato: oro, bestiame, schiavi e altri tesori. Dopo che il re ebbe ricevuto la maggior parte del bottino, i furieri ridistribuirono il resto alle unità combattenti. Alcune forze mantennero specialisti religiosi, gli ulema, per esortare le truppe, arbitrare le controversie e regolamentare le punizioni.
L'Impero del Mali schierava sia fanti che cavalleria, sotto due comandi generali: gli eserciti del nord e del sud. Il comando supremo per tutte le forze spettava al sovrano, ma i raggruppamenti dell'esercito settentrionale e meridionale erano sotto due generali assegnati. La cavalleria era l'arma d'élite della forza e forniva il nucleo stabile di un esercito che quando completamente mobilitato contava circa 100.000 effettivi, sparsi in tutto l'impero, tra le ali nord e sud. Il novanta per cento di questi erano fanteria. Una forza di cavalleria, i farai, supervisionava la fanteria, sotto ufficiali chiamati kele-koun. I lacchè potevano essere sia schiavi che uomini liberi, ed erano dominati dagli arcieri. Tre arcieri per un lanciere era il rapporto generale delle formazioni maliane nel XVI secolo. Gli arcieri generalmente aprivano una battaglia, ammorbidendo il nemico per le cariche di cavalleria o l'avanzata dei lancieri. Spada e lancia erano le armi preferite dalle forze di cavalleria, a volte imbevute di veleno. Una grande flottiglia di canoe ha sostenuto i movimenti dell'esercito nelle campagne. I Songhay, successori del Mali, illustrano anche il modello generale e l'importanza della fanteria che si combina con la cavalleria. Nel loro scontro con i marocchini a Tondibi, i Songhay hanno ammassato fanti al centro e cavalieri sulle ali. Una carica di cavalleria da parte di cavalieri su entrambi i lati provocò una mischia, e la decisione scese ai lati opposti della fanteria.
Armi e cavalleria. L'introduzione delle armi ha visto un aumento delle quantità e del ruolo della fanteria all'interno degli imperi della savana. La potenza di fuoco conferiva al valletto armato di pistola una crescente influenza, non solo per quanto riguardava i proiettili, ma anche per il fatto che il rumore e il fumo dei moschetti potevano spaventare i cavalli nell'accampamento nemico, creando un vantaggio tattico; questo accadde quando uomini armati Asante si scontrarono con i cavalieri di Gonja nel XVII secolo. Il successo dei marocchini armati di pistola nel XVI secolo illustra anche il crescente impatto delle armi da fuoco. Con l'aumentare della qualità e del volume delle armi, la cavalleria divenne più a rischio e alla fine anche alcuni cavalieri iniziarono ad acquisire armi da fuoco. L'era della polvere da sparo vide quindi forze miste in azione in tutti gli imperi della savana. Se la fanteria operava con formazioni a cavallo, i moschettieri erano generalmente usati per aprire una battaglia e ammorbidire le difese avversarie per le tonanti cariche di cavalleria. Tuttavia, le armi tradizionali rimasero ancora forti in molte aree, sia in termini di arcieri e arcieri, che di cavalleria. Le prime formazioni di moschettieri facevano affidamento su armi imprecise a caricamento relativamente lento e potevano essere sconfitte da cavalieri in rapido movimento. Questo accadde nel 1767 quando la cavalleria tuareg sconfisse un esercito di Timbuctù che schierava moschettieri marocchini. Le vecchie armi rimasero quindi rilevanti per qualche tempo dopo l'avvento delle armi da fuoco, nel XIX secolo.

## I regni della fanteria
Le civiltà dell'Africa tropicale occidentale e centrale hanno subito un isolamento comparato rispetto alle aree aperte al più ampio commercio del Sahara e del Mediterraneo. Tuttavia, emersero diversi regni e popoli forti come Yoruba, Nupe, Wolof, Hausa e Ndongo che dovevano dimostrare una continua evoluzione nella guerra africana. L'avvento dell'era della polvere da sparo avrebbe portato ancora più cambiamenti in questa zona, e potenze di fanteria come Asante, Benin, Dahomey, Oyo, gli stati Igbo della Nigeria e gli stati Kongo dell'Angola hanno guadagnato nuova importanza o rafforzato il loro potere locale.

### Armi, equipaggiamento e armi
Armi tradizionali: lancia, arco e mazza da guerra Le armi e l'equipaggiamento tradizionali dei regni tropicali dell'Africa occidentale, centrale e centro-meridionale consistevano nelle armi standard da taglio, spinta e frantumazione. Le lance erano meno forti di quelle evolute in seguito nell'Africa meridionale sotto gli Zulu e fungevano anche da strumenti di lancio e di spinta. L'arco e la freccia trovarono ampio uso, con una forza dell'arco relativamente debole compensata dall'uso di frecce avvelenate in molte aree. L'uso di arcieri per difendere le fortificazioni era significativo e popoli come gli Yoruba a volte usavano balestre per questo scopo. La forza dell'arco è riportata da molti osservatori come una media di circa 40 libbre a piena trazione, sebbene dal Kenya siano riportati semplici archi monopezzo con alcuni dei più grandi pesi di trazione al mondo - 130 libbre rispetto a 80 libbre per un tipico arco lungo europeo medievale. L'uso di frecce avvelenate dalla pianta dell'Africa occidentale, Strophantus hispidus e altre fonti, tuttavia, ha contribuito a correggere il difetto negli archi africani più deboli, e gli arcieri erano abili nel fornire un grande volume di aste. Tra le tribù come le frecce avvelenate Marka c'erano circa 1 ft lungo, con la punta di ferro e veleno e senza piume. Gli arcieri generalmente portavano faretre piene di 40-50 frecce ciascuna. Il volume potrebbe essere pesante, con alcuni uomini che scoccano due frecce alla volta. Volume compensato dalla mancanza di precisione con le frecce non piumate. Le disposizioni per il rifornimento non erano ben articolate e un arciere esaurendo la faretra generalmente si ritirava dal campo. Sebbene la cavalleria fosse nota, era minore tra le forze africane delle regioni della Guinea-Gambia che usavano sia la tradizione marittima che quella di fanteria, conducendo incursioni su terra e acqua. Il tiro con l'arco era importante e i combattenti di alcune tribù della Sierra Leone portavano così tante frecce avvelenate che avevano bisogno di due faretre. Questi arcieri respinsero i tentativi del corsaro John Hawkins nel 1568, che tentò di lanciare incursioni sulle coste africane, così come gli intrusi marittimi portoghesi prima di Hawkins. In alcune aree è stata utilizzata anche una mazza da lancio pesante, con potenza sufficiente per rompere le ossa al contatto. Alcuni di questi club avevano denti affilati di animali e pesci incastonati. Tale era la loro velocità e precisione che i combattenti africani nel 1650 spazzarono via con loro una forza portoghese attaccante.
Armi da fuoco. Come in Europa, le armi da fuoco furono integrate gradualmente negli eserciti locali, lavorando in tandem con la lancia, l'arco e la mazza da guerra. A volte si confrontavano sfavorevolmente con le armi tradizionali come le frecce avvelenate o le rapide cariche di cavalieri e lancieri motivati. Come anticipato, i portoghesi non hanno avuto successo nella regione dello Zambesi per decenni perché nelle giuste circostanze, ben motivati lancieri potevano sopraffare i moschettieri. Il dispiegamento di armi non era organizzato come quello in Europa, dove squadre di uomini armati si esercitavano per sparare in massa. Una formazione di schermaglia sciolta era più comune, proprio come lo era con l'arco. Le armi da fuoco erano apprezzate non solo per l'effetto letale ma anche per quello psicologico, indotto dal rumore e dal fumo e spesso costituivano l'equipaggiamento di piccoli gruppi di truppe reali o d'élite. Un'eccezione a questo schema sembra essere il Dahomey, dove gli archibugieri venivano addestrati in modo standardizzato e lanciavano raffiche di fuoco con una manovra di contromarcia. Nel corso del tempo, la maggior parte dei regni nativi iniziò gradualmente a usare più armi da fuoco innescando rapidi stravolgimenti politici. Regni precedentemente dominanti come il Benin si trovarono indeboliti nella loro egemonia a causa di nuovi poteri: es. i piccoli stati fluviali del delta del Niger iniziarono ad armare le loro enormi canoe da guerra con cannoni e moschetti ottenuti dagli europei e a ritagliarsi propri imperi commerciali che rosicchiarono il potere degli stati più antichi. Questo processo doveva accelerare nel XIX secolo.

### Organizzazione e tattica

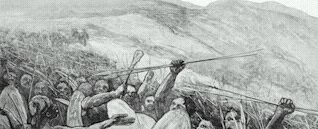
L'organizzazione tradizionale si basava, se necessario, sul richiamo delle truppe piuttosto che sugli eserciti permanenti.

Unità combattenti e mobilitazione. Nelle regioni boscose dell'Africa occidentale, centrale e centromeridionale, il soldato di fanteria dominava. La maggior parte degli stati non manteneva eserciti permanenti ma mobilitava combattenti secondo necessità. I governanti spesso costruivano una guardia reale o di palazzo come forza d'élite, a volte usando schiavi. Questi formavano un nucleo professionale permanente attorno al quale si radunavano la leva di massa. La fanteria pesante munita di scudo della regione dell'Angola (Africa centro-occidentale) è un esempio di queste forze più professionalizzate. La leva di massa era attinta in un modo più localizzato e ci si aspettava che arrivasse già armata e rifornita per il combattimento. In genere, veniva mobilitata quando la guerra era imminente e smobilitata a crisi finita. Sebbene non in servizio sul campo quanto le truppe maschili, l'esempio più insolito di una forza d'élite è nel Dahomey, dove un corpo speciale di guerriere proteggeva la persona del monarca. Queste "Amazzoni" svolgevano anche varie funzioni di stato come la revisione dei conti dei sottocapi per determinare se stavano dando al re la giusta quota di tasse. La logistica non era molto organizzata: portatori e canoe entravano in servizio durante la campagna ma la maggior parte degli eserciti alla fine viveva dei frutti della terra e spesso il successo era dettato dalla capacità dei difensori o degli attaccanti di mantenersi sul campo.
Formazioni e schieramento per la battaglia. La maggior parte degli stati aveva un ordine di battaglia definito per il dispiegamento delle truppe. Come osserva Robert July: i Fulani raggrupparono le loro forze in modo che le formazioni di lancieri scelti entrassero in azione per prime. Dietro i lancieri venivano gli arcieri e, più indietro, una mischia di forze polivalenti che si lanciavano in battaglia. Nel XVII secolo, i popoli della Costa d'Oro come i Fante raggrupparono le loro truppe in colonne compatte, facili da manovrare in marcia e rimanenti un po' unite quando sparse per il combattimento. Come i Fulani, anche i Fante mandavano in battaglia per primi i lancieri, mentre gli arcieri tiravano da sopra le loro teste. Seguiva poi una carica generale da parte di guerrieri più arretrati, sotto i loro Braffo o comandanti, con spada, mazza e ascia da battaglia. In un simile contesto tattico, i comandanti sembrano aver avuto pochi mezzi coerenti per controllare il movimento delle truppe una volta che la mischia era in atto. Al contrario, le forze di alcuni stati tropicali erano meglio organizzate. Nella regione del Congo (odierna Angola), le truppe erano divise in compagnie e reggimenti, ciascuno con le proprie insegne uniche. I comandanti controllavano il movimento delle truppe con segnali di tamburi, campane e corna di zanne di elefante. A differenza dei Fante o dei Fulani, gli arcieri di solito iniziavano una battaglia con solo una raffica di frecce molto limitata e la forza principale era quella dei lancieri. Lo schieramento era scaglionato, in modo che le prime ondate di combattimento tornassero al comando quando erano stanche, e nuovi contingenti si alzarono dalle retrovie per prendere il loro posto.
Le formazioni erano relativamente sciolte nella regione del Congo e vari gruppi erano incaricati di movimenti determinati sul posto dai loro leader. Le armi da fuoco non modificarono questo schema di base. Sebbene il movimento non fosse così strettamente controllato o eseguito come poi tra gli Zulu, i capi-guerra erano abbastanza consapevoli degli stratagemmi di base della manovra, inclusa l'estensione di una linea di battaglia per tentare l'aggiramento. Nella zona della Guinea/Gambia, tuttavia, le formazioni di combattimento erano più serrate, un espediente adottato anche dalla fanteria europea per affrontare i cavalieri. Secondo i marinai della respinta spedizione di Hawkins nel XVI secolo, gli eserciti si schierarono con scudi davanti, ciascuno con un giavellotto a due teste per combattere. Dietro ogni portatore di scudo, c'erano 3 arcieri, pronti a fornire supporto. La battaglia di solito s'apriva con una scarica di frecce cui seguiva il corpo a corpo generale annunciato da un grido di guerra. Le formazioni più strette richiedevano un'esercitazione pianificata in anticipo. Un comandante di nome Xerebogo, ad esempio, nel XVI secolo teneva i suoi soldati al passo usando campane attaccate ai cavalli. L'avvento dei cannoni allentò questa rigida organizzazione e furono impiegate manovre e formazioni aperte.

### Fortificazioni

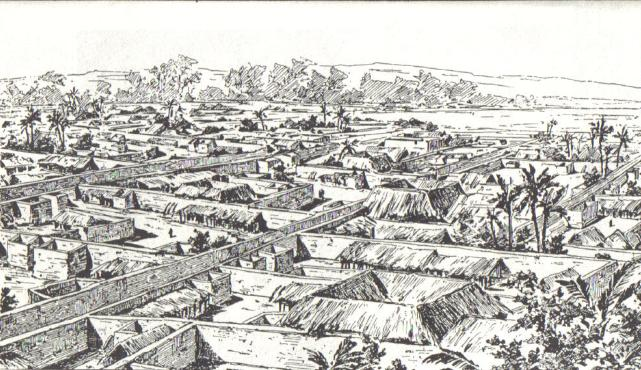
Particolare di Benin City c. 1897 che mostra alcune mura fortificate.

Le opere difensive erano importanti tra le forze armate tropicali. Nella regione del Congo non mancavano fortificazioni campali, con trincee e bassi terrapieni. Tali roccaforti, ironia della sorte, a volte reggevano molto meglio ai cannoni europei rispetto a strutture più alte e imponenti. Nel Benin del XV secolo, le opere erano più impressionanti. Le mura della città-stato sono descritte come la seconda struttura artificiale più lunga del mondo e la serie di bastioni di terra come il più esteso terrapieno del mondo nel Guinness dei primati del 1974. Forti cittadelle furono costruite anche in altre zone dell'Africa. Lo Yorubaland, ad esempio, aveva diversi siti circondati da una gamma di terrapieni e bastioni visti altrove e situati su un terreno che migliorava il potenziale difensivo, come colline e creste. Le fortificazioni yoruba erano spesso protette da un doppio muro di trincee e bastioni, e nelle foreste del Congo erano nascosti fossati e sentieri, insieme alle opere principali, spesso irti di file di pali affilati. Le difese interne sono state disposte per smussare una penetrazione nemica con un labirinto di mura difensive che consentono l'intrappolamento e il fuoco incrociato sulle forze avversarie.

## Tre episodi di storia militare africana pre-1800

### I moschettieri marocchini contro i Songhay

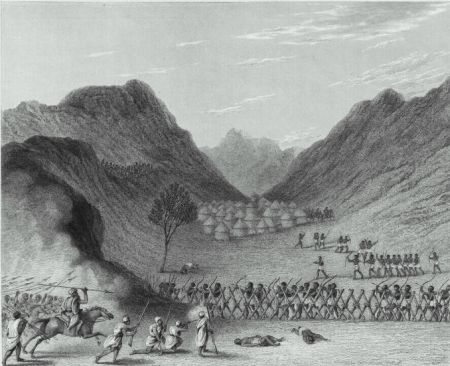
Le truppe armate di moschetti provenienti dal Marocco hanno ottenuto impressionanti successi iniziali nella conquista del Songhay ma sono rimaste impantanate in una lunga guerra. Questo schema fu ripetuto in tutta l'Africa nei secoli successivi, quando i nativi affrontarono le forze straniere.

Il caso dell'invasione marocchina dell'Impero Songhay, circa 1591, illustra sia l'impatto delle armi da fuoco sia la resilienza dei nativi africani alla guerra prolungato. Questo modello doveva essere ripetuto nei secoli successivi, fino al XX, quando le forze africane si confrontarono con gli invasori stranieri. Il sultano del Marocco cercò di monopolizzare il lucroso commercio di sale, schiavi e oro del regno di Songhay inviandovi una forza mercenaria di 4.000 unità armate d'archibugi. L'organizzazione della spedizione fu impressionante: circa 8.000 cammelli a supporto, unità di genieri e abbondanti scorte di polvere da sparo e piombo; circa 2.000 archibugieri di fanteria, 500 cavalieri e una miscellanea di altre forze, inclusi 1500 lancieri a cavallo. Insomma, la spedizione marocchina era seria, ben equipaggiata, con armamenti paragonabili alla maggior parte degli stati mediterranei del XVI secolo.
Di fronte c'erano le legioni di Songhai che contavano circa 12.500 cavalieri e 30.000 fanti armati principalmente di arco, frecce e lance. I marocchini lasciarono Marrakech nell'ottobre 1590 e, dopo una dura marcia attraverso il deserto, raggiunsero il fiume Niger nel febbraio 1591. Le forze frettolosamente assemblate di Songhai incontrarono i marocchini a Tondibi e, secondo i resoconti contemporanei, combatterono coraggiosamente. La potenza di fuoco disciplinata dei marocchini, tuttavia, trasformò la mischia in una debacle per i Songhai. Si ritirarono con pesanti perdite. I vittoriosi marocchini hanno però trovato il clima e le condizioni difficili dopo il trionfo iniziale. I loro tentativi di consolidare il controllo hanno innescato un movimento di resistenza nativo. Era iniziata una lunga guerra di resistenza che durò circa 20 anni. Arrivarono altre truppe marocchine e la resistenza di Songhay si trasferì in un terreno più difendibile: boschi e foreste paludose. Col tempo, le forze marocchine si sono impantanate, nonostante la loro superiorità in termini di potenza di fuoco, con perdite causate dal clima, dalle malattie e dagli attacchi dei ribelli che utilizzano dispositivi mobili e guerriglia. Nel 1610, le forze marocchine si erano notevolmente deteriorate e sia la forza che l'influenza svanirono. Nel corso del tempo i marocchini furono assorbiti nelle città locali del Niger e l'impero Songhai si sgretolò in uno schema frammentato di anarchia e feudi in competizione dei signori della guerra.
Lo storico di Timbuktu al Sadi ha descritto l'incursione marocchina in termini negativi: "Il Sudan era uno dei paesi più favoriti da Dio in prosperità e fertilità al momento in cui il corpo di spedizione entrò nel paese. Ora, tutto ciò è cambiato. La sicurezza ha lasciato il posto al pericolo, la prosperità alla miseria e alla calamità. Il diffondersi e l'intensificarsi del disordine è diventato universale". L'invasione mostra il potere trasformativo delle armi da fuoco in Africa, dove sono state maneggiate da truppe disciplinate, spesso con effetti disastrosi sulle popolazioni e sui sistemi politici locali. Questa era una lezione che doveva essere ripetuta circa 200 anni dopo, quando gli europei avanzarono per le loro conquiste coloniali.

### Sviluppo e cambiamento indigeno: le legioni del Benin
Il regno del Benin offre un'istantanea di un sistema politico africano relativamente ben organizzato e sofisticato in funzione prima del grande interludio coloniale europeo. Le operazioni militari si basavano su una forza disciplinata ben addestrata. Alla testa dell'esercito c'era l'Oba del Benin. Il monarca del regno fungeva da comandante militare supremo. Sotto di lui c'erano generalissimo subordinati, l'Ezomo, l'Iyase e altri che supervisionavano un reggimento metropolitano con sede nella capitale e un reggimento reale composto da guerrieri scelti con cura che fungevano anche da guardie del corpo. Anche la regina madre del Benin mantenne il suo reggimento, il "Queen's Own". I reggimenti Metropolitan e Royal erano formazioni semipermanenti o permanenti relativamente stabili. I reggimenti del villaggio fornivano il grosso della forza combattente e venivano mobilitati secondo necessità, inviando contingenti di guerrieri al comando del re e dei suoi generali. Le formazioni sono state suddivise in sottounità sotto comandanti designati. Gli osservatori stranieri hanno spesso commentato favorevolmente la disciplina e l'organizzazione del Benin come "meglio disciplinata di qualsiasi altra nazione della Guinea", contrastandola con le truppe più pigre della Gold Coast.
Fino all'introduzione delle armi da fuoco nel XV secolo, le armi tradizionali come la lancia e l'arco dominavano. I portoghesi furono i primi a portare armi da fuoco e, nel 1645, i moschetti a miccia, a ruota ea pietra focaia furono importati in Benin. La potenza di fuoco ha reso gli eserciti del Benin più efficienti e ha portato a numerosi trionfi sui rivali regionali. Nel XVIII secolo furono fatti sforzi per riorganizzare una corporazione locale di fabbri per fabbricare armi da fuoco leggere, ma la dipendenza dalle importazioni era ancora pesante. Prima dell'avvento delle armi da fuoco, le gilde di fabbri erano incaricate della produzione bellica, in particolare spade e punte di lancia di ferro.
Le tattiche del Benin erano ben organizzate, con piani preliminari soppesati dall'Oba e dai suoi subcomandanti. La logistica è stata organizzata per supportare le missioni delle consuete forze di portineria, il trasporto dell'acqua tramite canoa e le requisizioni dalle località attraversate dall'esercito. Il movimento delle truppe tramite canoe era di fondamentale importanza nelle lagune, nelle insenature e nei fiumi del delta del Niger, un'area chiave della dominazione del Benin. Le tattiche sul campo sembrano essersi evolute nel tempo. Mentre lo scontro frontale era ben noto, la documentazione del XVIII secolo mostra una maggiore enfasi sull'evitare linee di battaglia continue e uno sforzo maggiore per circondare un nemico ( ifianyako ).
Le fortificazioni erano importanti nella regione e numerose campagne militari combattute dai soldati del Benin ruotavano attorno agli assedi. Come notato sopra, i lavori di sterro militari del Benin sono le più grandi di tali strutture al mondo e anche i rivali del Benin hanno costruito ampiamente. Salvo un assalto di successo, la maggior parte degli assedi furono risolti con una strategia di logoramento, tagliando lentamente e affamando la fortificazione nemica fino alla capitolazione. A volte, tuttavia, i mercenari europei furono chiamati ad aiutare con questi assedi. Nel 1603-1604, ad esempio, il cannone europeo aiutò a battere e distruggere le porte di una città vicino all'attuale Lagos, consentendo a 10.000 guerrieri del Benin di entrarvi e conquistarla. In pagamento gli europei ricevettero una donna prigioniera ciascuno e mazzi di pepe. L'esempio del Benin mostra il genio dei sistemi militari indigeni, ma anche il ruolo svolto dalle influenze esterne e dalle nuove tecnologie. Questo è un modello normale tra molte nazioni e doveva riflettersi in tutta l'Africa all'alba del XIX secolo.

### Le schiere guerriere del Congo
La regione del Congo (attuali Angola, Repubblica Democratica del Congo e Repubblica del Congo) presenta una serie di sistemi militari indigene, in particolare da parte di tali regni in Congo e Ndongo. Diversi leader di guerra eccezionali apparvero in quest'area, tra cui la temibile sovrana e comandante di campo Nyazinga o Njinga. I resoconti di mercenari, sacerdoti e viaggiatori portoghesi nei secoli XVI e XVII lasciano un'immagine vivida dei sistemi militari nativi, che spesso hanno sconfitto i piani e le incursioni europee. Tali esperienze misero fine all'idea (avanzata da alcuni portoghesi dell'epoca) che gli africani sarebbero stati sconfitti facilmente quanto gli Inca o gli Aztechi dall'apparizione di cavalli, fucili e cannoni.
Reclutamento, organizzazione e unità speciali. La maggior parte degli eserciti combattenti era costituita da volontari e leve per scopi generici, ma la maggior parte dei governi Congo manteneva un piccolo nucleo di soldati dedicati, nucleo di un esercito permanente. Distaccamenti speciali e comandi chiamati lucanzos furono usati anche per varie missioni, e uno di questi sotto un comandante chiamato Kakula ka Kabasa fu sconfitto dai portoghesi nel 1586 durante l'attraversamento di un fiume. Altre truppe speciali a volte utilizzate includevano unità di esplorazione d'élite, i pombos, che a volte correvano con i cavalli e si tenevano al passo con i cavalli quando venivano utilizzati nella regione. I pombos svolgevano anche compiti di inseguimento. Sono stati riconosciuti i tipi di truppe "leggere" e "pesanti". Le truppe leggere erano molto più numerose e facevano più affidamento sull'abilità e sulla tecnica individuali (ad esempio schivando le lance). I "pesanti" erano più disciplinati e facevano affidamento su armi e formazioni difensive più forti. Un numero limitato di tali tipi operava nel regno del Congo ed era armato di scudi, a differenza di altre forze. Erano presumibilmente i migliori soldati del paese. Unità tattiche sono stati riconosciuti, da sezioni di base di 100-125 uomini, ai più grandi unità di 500, chiamati mozengos o embalos. I raggruppamenti di queste unità costituivano una specifica forza sul campo che poteva contare fino a 15.000 soldati.
Armi, formazioni di battaglia e schieramento. Come notato in precedenza, le formazioni di battaglia della regione del Congo erano in ordine relativamente aperto. Ciò ha permesso il peculiare schivare, torcere e saltare notato nei resoconti portoghesi mentre i guerrieri cercavano di evitare frecce e lance lanciate dai loro avversari. Una battaglia generalmente si apriva con una breve scarica di frecce da archi relativamente deboli. I soldati più coraggiosi, infatti, entravano in battaglia con poche frecce, che in alcuni casi venivano avvelenate da una potente mistura chiamata cabanzo. Una volta che questi sono stati rilasciati, i contendenti hanno chiuso per una decisione tramite combattimento corpo a corpo. Diverse migliaia di uomini potevano avere luogo in queste battaglie prestabilite, e la faccenda veniva solitamente decisa da abilità e aggressività superiori. Erano note le formazioni di base e talvolta venivano utilizzate tre divisioni: un centro e due ali. Un complesso sistema di tamburi, corni e segnali aiutava le manovre delle schiere di guerrieri, e distintive bandiere di battaglia e gagliardetti identificavano la posizione delle truppe d'élite o dei loro comandanti. Guarda la Battaglia di Mbwila per un esempio dettagliato di un esercito Congo in azione, inclusa la divisione in 3 parti dell'esercito e il suo uso delle riserve.

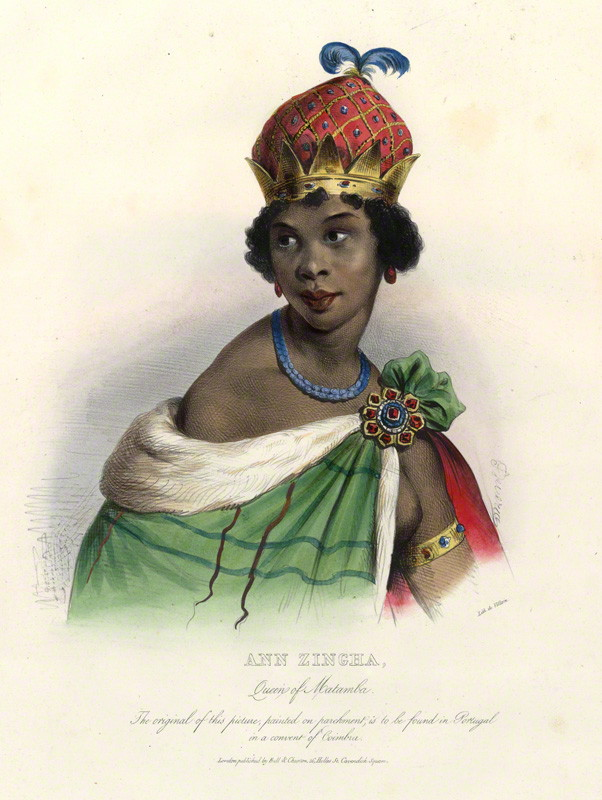
La regina Nzinga, qui raffigurata in un ritratto romanzato, era uno dei più importanti capi-guerra della regione del Congo.

Manovra e logistica. Le mosse di aggiramento erano popolari, con truppe leggere che tenevano occupato il nemico al centro, mentre le ali si estendevano. In alcuni casi, una forza di riserva veniva tenuta a disposizione per sfruttare il successo, colpire un punto vulnerabile o fornire una retroguardia per coprire le ritirate. Le forze di riserva furono anche usate come intimidatori "irrigidimenti", costringendo i codardi e vacillando di nuovo nella linea di battaglia. I mercenari portoghesi a volte eccellevano in questo ruolo mentre erano alle dipendenze dei signori della guerra Congo. Un esercito di Ndongo attaccò i portoghesi a Talandongo nel 1583 usando questa divisione in 3 parti, così come le forze portoghesi che lo fronteggiarono. Nzinga  ha anche usato con successo una mossa di aggiramento contro i portoghesi, rompendo la loro ala destra a Cavanga, ma ha visto la sconfitta quando le sue forze si sono fermate per saccheggiare e si sono esposte al contrattacco.
Di solito era difficile radunare un esercito spezzato, e spesso non si riformava sul campo di battaglia, ma si fondeva di nuovo nei villaggi d'origine, per essere forse ricostituito giorni dopo. Una volta raggruppati e riarmati, tuttavia, potrebbero essere pericolosi, come una colonna portoghese sconfitta trovata nel 1670 a Kitombo. La guerra d'assedio non era molto sviluppata e la maggior parte dei luoghi fortificati era progettata solo per resistere per un breve periodo prima che i difensori si ritirassero. I problemi logistici affliggevano sia l'attaccante che il difensore, poiché il ciclo di guerra della regione non era impostato per lunghe campagne.
Fortificazioni. Gli eserciti angolani a volte facevano ampio uso di fortificazioni. In una campagna del 1585 contro i portoghesi, i Ndongo, ad esempio, costruirono accampamenti palizzati, ciascuno a un giorno di viaggio l'uno dall'altro. Anche l'uso di forti posizioni difensive sulle colline o nelle foreste era comune, così come l'uso di fortificazioni nelle manovre offensive. Gli Imbangala, ad esempio, di solito costruivano un forte forte in territorio nemico per indurre gli avversari a esaurire la loro forza contro di esso. Alcune di queste posizioni potrebbero essere abbastanza formidabili, con trincee, parapetti, strade nascoste, trappole a punta "punji", bastioni che si sostengono a vicenda e trincee coperte per proteggersi dall'artiglieria.
Prestito e adattamento a due vie. Le armi da fuoco furono gradualmente adottate dai militari angolani e utilizzate insieme ai consueti strumenti di combattimento. I soldati dello stato di Kasanje nel XVIII secolo, ad esempio, marciavano con archi, lance e moschetti. I loro moschettieri erano considerati alla pari dei portoghesi per competenza. Seppur mercenari ed eserciti portoghesi armati di moschetti hanno fatto un notevole spettacolo in termini militari, è stato solo fino alla fine del XVIII secolo che le forze indigene li hanno incorporati su larga scala. Altre armi a polvere da sparo come l'artiglieria servirono bene ai portoghesi per spezzare gli attacchi nemici o contro le fortificazioni. Anche i sistemi africani come quello del Congo adottarono gradualmente l'artiglieria sebbene su scala molto più limitata. Ironia della sorte, i portoghesi erano a volte più efficaci a causa di armi non da fuoco, come armature, spade e picche.
Lo scambio di tecniche e approcci non è sempre stato a senso unico. Mentre i regni del Congo adottavano gradualmente la tecnologia europea, gli stessi portoghesi presero in prestito e adattarono le pratiche belliche africane per rendersi più efficaci contro i loro avversari. In uno scontro, la battaglia di Kitombo, nel 1670, i portoghesi si armarono di scudi nativi, sperando di dimostrare la loro abilità con questi e le loro spade. I portoghesi adottarono alcune pratiche indigene come l'uso di armature di cotone trapuntato, a prova di frecce e lance leggere. Hanno anche attinto pesantemente agli alleati nativi, mantenendo un piccolo nucleo di truppe europee e un grande corpo di guerrieri indigeni, con ogni forza che combatte nel proprio stile. Questo è simile all'uso del Congo da parte delle forze alleate. Gli europei adottarono anche la formazione più libera degli eserciti nativi, scartando rigidi quadrati di moschettieri per configurazioni più manovrabili e flessibili.

## Guerra navale

### Egitto

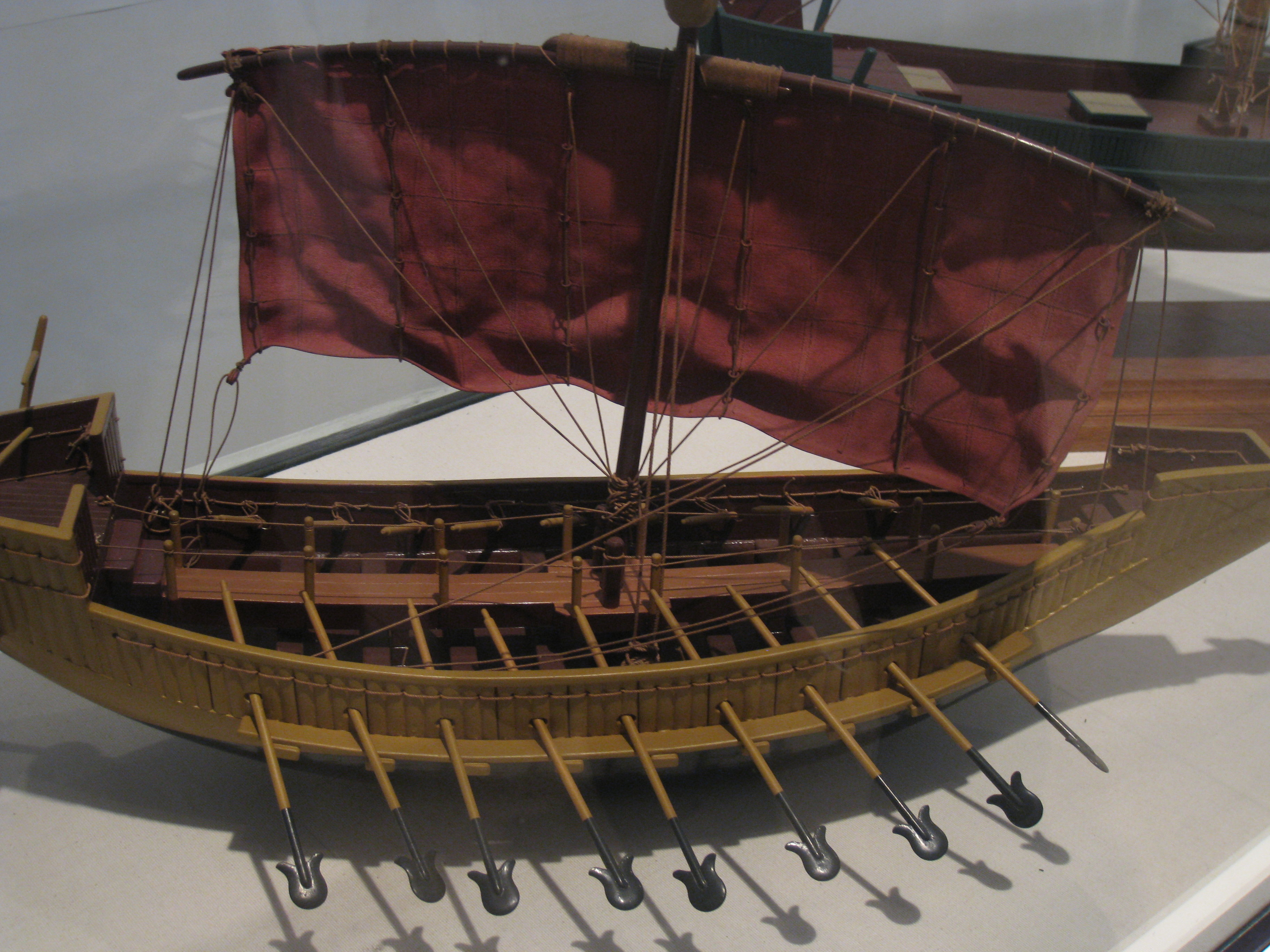
Un modello moderno di una nave da guerra egiziana del 1200 a.C.

La guerra navale egiziana risale a millenni fa con l'uso di natanti sia sul Nilo, sia nel Mar Rosso e nel Mediterraneo. Nel periodo predinastico sono documentati tre tipi di barche: papiri, navi cerimoniali e canoe da guerra. Imbarcazioni in stile "papiro" si trovano ancora in Africa, come nel lago Tana in Etiopia e in alcuni corsi d'acqua del Ciad. Le canoe da guerra furono le manifestazioni più importanti delle forze navali in questo primo periodo. Erano tipicamente di forma lunga e sottile, con due file di rematori, ripari di papiro nel mezzo e remo-timone a prua, in assi di legno cucite insieme. La capacità dell'equipaggio per le grandi barche rivaleggiava con quella vista in seguito nell'Africa occidentale, con alcune canoe da guerra che potevano ospitare fino a 80 rematori. Secondo uno studio navale australiano sull'antica potenza marittima egiziana, il controllo delle canoe da guerra sembra essere diventato più centralizzato quando i nascenti egemoni meridionali iniziarono a dominare il commercio e la pirateria prima incontrollati lungo il Nilo. Le operazioni militari hanno coinvolto spedizioni da 1000 a 2000 uomini e fino a 50 navi da guerra. La prima prova di guerra navale in Africa o altrove è documentata sul "coltello di Gebel el Arak", rinvenuto nell'Egitto meridionale, che raffigura canoe da guerra e una varietà d'altre barche. I contendenti sono indigeni, con abiti e armi simili.
Rilievi della VI Dinastia mostrano navi che trasportano truppe egizie via mare in Fenicia e Cananea. Le prime navi erano relativamente semplici, con vela rettangolare e timone sterzante, ma i rilievi del Nuovo Regno mostrano una maggiore raffinatezza, comprese le richieste che i costruttori stranieri di Cipro costruissero barche per la marina egiziana. Le navi fornivano il trasporto di truppe e rifornimenti per le operazioni in Fenicia, Aram-Damasco e Cananea. La sconfitta dei Popoli del Mare durante il regno di Ramses III segna l'apice dell'abilità navale egiziana. La maggior parte delle navi da combattimento trasportava 50 uomini combattenti, con quasi la metà a volte anche come rematori. Le tattiche includono speronamento, esplosione delle navi avversarie con fionde e archi e prese seguite dall'abbordaggio per il combattimento corpo a corpo. La costruzione delle navi non era sofisticata come quella dei Cartaginesi, ma le barche da combattimento durante la Guerra del Popolo del Mare mostrano alti baluardi che funzionavano in modo protettivo e spazio per 18 o più rematori. Un unico albero con una vela orizzontale ha aggiunto propulsione allo sforzo di voga, con la forza strutturale della barca derivata da una passerella centrale, piuttosto che da una chiglia profonda. Generalmente le navi servivano più pesantemente in un ruolo logistico che nella guerra aperta sull'acqua.

### Cartagine

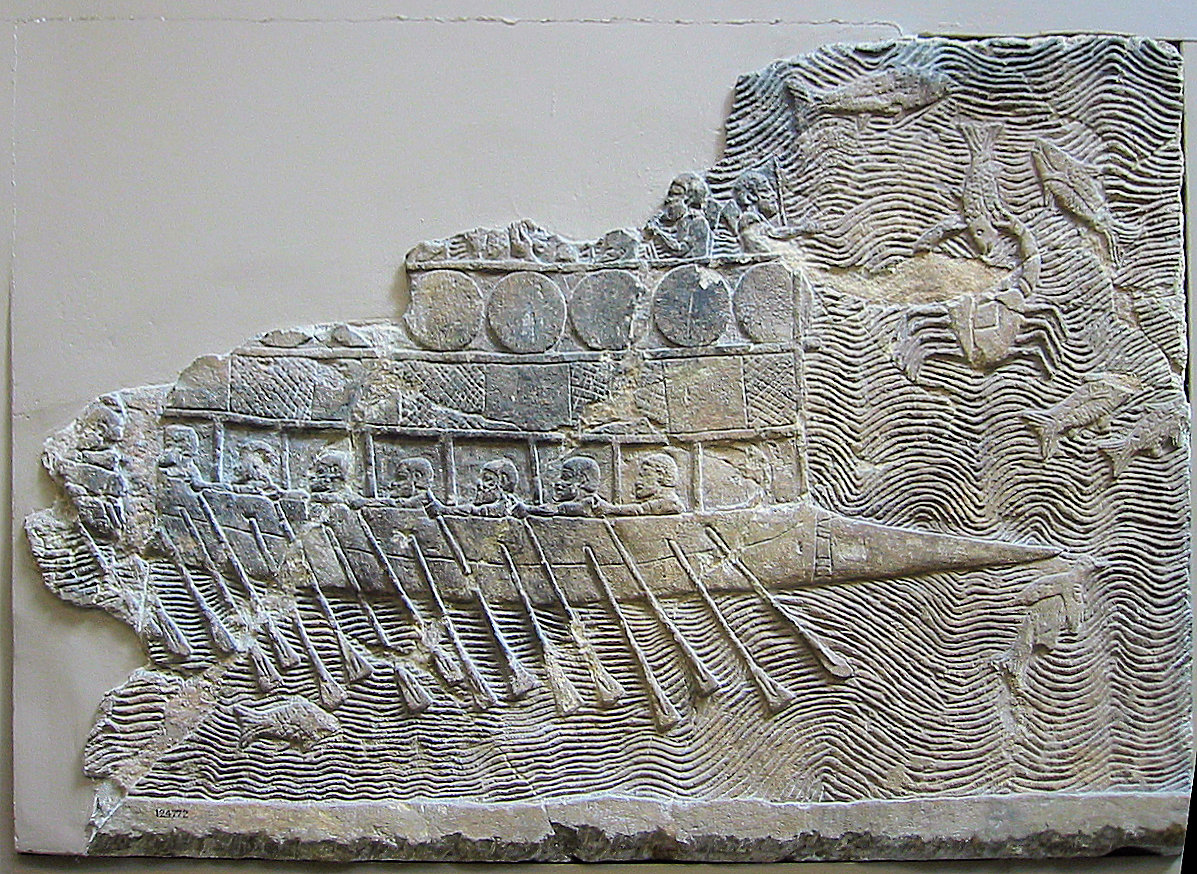
Nave da guerra costruita e gestita dai Fenici alle dipendenze del re assiro Sennacherib.

In quanto colonia fenicia, Cartagine poteva contare su di una flotta potente ed organizzata che costituiva la spina dorsale delle sue forze armate: era, in effetti, la potenza navale mediterranea per antonomasia. La città vantava ottimi porti naturali e la sua flotta comprendeva un gran numero di quadriremi e quinqueremi, navi da guerra con quattro e cinque ranghi di rematori. Polibio scrisse nel sesto libro della sua Storia che i Cartaginesi erano "più esercitati negli affari marittimi di qualsiasi altro popolo" e il potere marittimo cartaginese fu il fattore chiave della sua ascesa. Facendo molto affidamento sulle abilità dei suoi marinai e rematori, le manovrabili navi cartaginesi colpirono dalla Sicilia alla Spagna e inflissero diverse sconfitte agli avversari Greci, Etruschi e Romani. Roma tuttavia era maestra nel copiare e adattare la tecnologia di altri popoli. Secondo Polibio, i romani sequestrarono una nave da guerra cartaginese naufragata e la usarono come modello cui aggiunsero i loro perfezionamenti come il corvus che consentiva un più agevole abbordaggio che vanificasse la superiore abilità dei Cartaginesi.

### Somalia

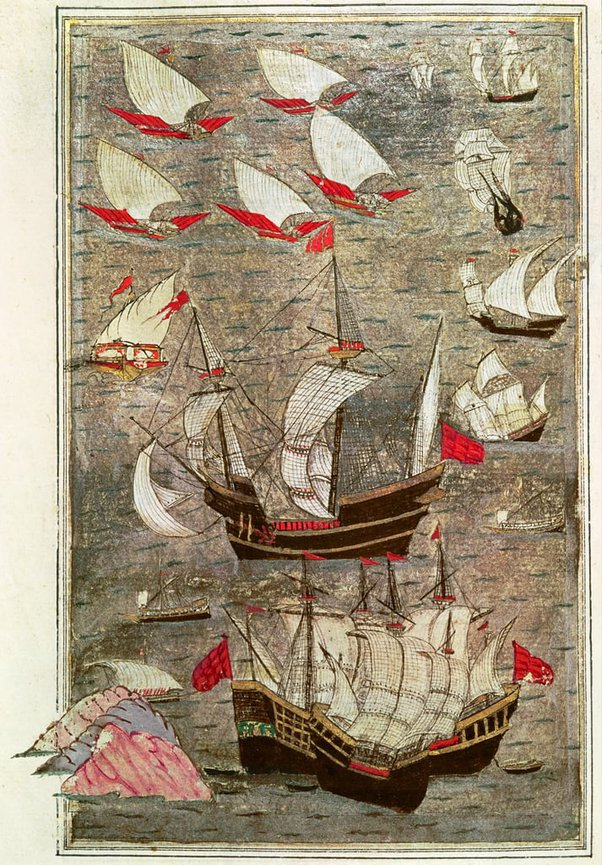
Il Sultanato di Ajuran cercò di allearsi con l'Impero ottomano contro l'Impero portoghese.

Nei tempi antichi, gli scontri navali tra pirati e navi mercantili erano molto comuni nel Golfo di Aden. Nell'Alto Medioevo, un esercito somalo invase Aden, nello Yemen, e ne scacciò i governanti malgasci per poi stabilirvisi.  Nel Tardo Medioevo, le marine somale si trovarono ad affrontare la minaccia della flotta imperiale portoghese, giunta ormai nell'Oceano Indiano: nel 1498 Vasco da Gama raggiunse Mombasa e Malindi, in Kenya. Le inevitabili tensioni tra i navigli somali e quelli lusitani peggiorarono notevolmente nel corso del XVI secolo, giungendo al punto di rottura quando aumentarono i contatti tra il Sultanato di Ajuran (somalo) e la Marina ottomana che aveva iniziato a stanziare ad Aden delle unità da combattimento per controllare le intromissioni portoghesi nel Mar Rosso. A titolo preventivo, i portoghesi organizzarono nel 1542 una spedizione punitiva contro Mogadiscio al comando di Joao de Sepuvelda che, bottino a parte, non riportò successi strategici di sorta. La cooperazione ottomano-somala contro i portoghesi nell'Oceano Indiano raggiunse l'apice nel 1580, quando i clienti ajuuraani delle città costiere somale iniziarono a simpatizzare con gli omaniti e gli swahili sotto il dominio portoghese e inviarono un ambasciatore al corsaro turco Mir Ali Bey per orchestrare una spedizione congiunta contro i portoghesi. Bey accettò e fu raggiunto da una flotta somala che iniziò ad attaccare le colonie portoghesi nell'Africa sudorientale. L'offensiva somalo-ottomana riuscì a scacciare i portoghesi da diverse importanti città come Pate, Mombasa e Kilwa Kisiwani. Tuttavia, il governatore portoghese inviò corrieri in India chiedendo una grande flotta di soccorso, trasformando così l'incursione musulmana in un'operazione di difesa contro la grande Armada che riuscì a riprendere la maggior parte delle città perdute ma si astenne dall'attaccare Mogadiscio.

### Africa occidentale
L'ambiente della costa occidentale africana ha fortemente limitato lo sviluppo della marina militare. Limiti ambientali quali mancanza di buoni porti naturali, correnti costiere contrarie e ostacoli come cataratte, banchi di sabbia e cascate hanno castrato lo sviluppo della navigazione su molti dei grandi fiumi dell'Africa sino all'arrivo del piroscafo nel XIX secolo. La documentazione sulla guerra in mare aperto è scarsa. Tuttavia, numerose fonti attestano che le vie navigabili interne dell'Africa occidentale hanno visto un ampio uso di canoe da guerra e navi utilizzate per il trasporto bellico, ove consentito dall'ambiente. La maggior parte delle canoe dell'Africa occidentale erano di costruzione a tronco singolo, scolpite e scavate da un massiccio tronco d'albero, sebbene sia documentata anche la costruzione con assi cucite. Il metodo principale di propulsione erano la pagaia e, in acque poco profonde, i pali. Le vele, in stuoie di giunco, stoffa o fibra d'erba, sono state utilizzate in alcune zone per le canoe d'altura al largo delle coste del Senegal e della Guinea. L'albero del cotone di seta forniva molti dei tronchi più adatti per la costruzione di enormi canoe e il varo avveniva tramite un binario di rulli di legno. Tra alcune tribù, in particolare nel delta del Niger, sarebbero emersi specialisti nella costruzione di barche.
Alcune canoe erano lunghe 80 piedi e trasportavano 100 uomini o più. Documenti del 1506 riferiscono di canoe da guerra della fiume Sierra Leone che trasportavano 120 uomini. Altri parlano di canoe di 70x7 piedi, con estremità appuntite, panche a remi sul lato e ponti di quarto e castelli di canne, oltre a focolari per cucinare e spazi per riporre le stuoie per l'equipaggio, in Guinea. I guerrieri delle canoe erano armati di lance, scudi e frecce e dovevano anche remare. Ogni vogatore teneva accanto a sé un fascio di giavellotti e il suo scudo per respingere le canoe nemiche. I più grandi imperi dell'Africa occidentale disponevano di vere e proprie flottiglie. Secondo un rapporto il "Songhai kanta per esempio potrebbe trasportare fino a 30 tonnellate di merci, cioè la capacità di carico di 1.000 uomini, 200 cammelli, 300 bovini o una flottiglia di 20 canoe regolari (Mauny, 1961). Alcune di queste barche avevano una capacità di carico ancora maggiore, da 50 a 80 tonnellate (Tvmowski, 1967).”
L'arrivo delle armi da fuoco nel XVII-XVIII secolo permise ai popoli costieri di ammodernare con piccoli cannoni in ottone o ferro le loro canoe. Le armi tradizionali, tuttavia, rimasero garanti di successo laddove gli indigeni sapevano far fronte comune alle minacce esterne. In alcune occasioni, le incursioni portoghesi furono nettamente respinte dalle forze africane. Nel XV secolo, ad esempio, i portoghesi avviarono una serie di spietate incursioni contro la costa del Senegal, a caccia di schiavi. Sebbene potenti in mare aperto, le navi portoghesi erano meno impressionanti nelle acque poco profonde vicino alla costa. Usando canoe da guerra, gli indigeni combatterono con lance, mazze, spade e frecce avvelenate. Il fuoco dei cannoni poco poté contro quegli agili natanti (più efficace si rivelò il tiro delle balestre) e seppur gli africani non poterono abbordare le alte navi europee, il tiro costante delle frecce avvelenate impedì ai portoghesi di prendere terra, garantendo quindi ai nativi di mettere in sicurezza le loro coste. Diciassette canoe da guerra africane presero parte a questo confronto. I portoghesi furono infine costretti ad abbandonare le incursioni e ad instaurare accordi commerciali pacifici con i governanti locali usando la diplomazia. In alcune aree, anche canoe da guerra e una rete unificata di vedette regionali hanno lavorato insieme per aiutare a proteggere gli africani dai predoni di schiavi. Nel 1500 ad esempio una nave francese ritenuta sospetta al largo della costa del Congo fu sequestrata da canoe da guerra. Laddove le popolazioni locali hanno collaborato, o una politica centralizzata potrebbe mobilitare risorse per combattere, i sistemi di osservazione delle coste si sono sviluppati nel tempo che potrebbero spostare gli avvisi di circa 50-60 miglia al giorno via terra quando è stata ricevuta la notizia di un'incursione navale europea ostile. Ciò ha consentito di schierare canoe da guerra locali e gruppi di combattimento a terra nella zona di scontro. I documenti storici del XVII e XVIII secolo documentano sessantuno navi negriere attaccate da forze fluviali o marittime africane locali.
In guerra, la canoa svolgeva un'importante funzione logistica. Gli imperi del Mali e del Songhay, ad esempio, usavano le canoe per spostare rapidamente truppe, cavalli e materiale in molte parti del regno, nonché per il commercio e il trasporto generale. A Songhay, un capo delle acque sovrintendeva a tutte le questioni civili relative al trasporto dell'acqua e un capo delle canoe supervisionava le operazioni navali. Le grandi canoe da guerra in questa regione tracciavano una chiara distinzione tra rematori (di solito da 18 a 20) e truppe di marina (circa 70-80 guerrieri). Le barche erano dotate di tutte le provviste e i rifornimenti necessari per la loro missione. Come nell'antico Egitto, gli scontri tra navi in mare aperto e navi erano relativamente rari, sebbene nelle lagune, nei laghi e nelle insenature, gruppi di canoe da guerra a volte si scontrassero, utilizzando un mix di armi tradizionali e moderne.

## Riepilogo
Mix di tradizione ed innovazione. I sistemi militari africani prima del 1800 mostrano l'intera gamma di cambiamenti ed evoluzioni osservati negli sviluppi militari altrove, e i vecchi metodi coesistevano con la nuova tecnologia in molte parti dell'Africa. Il cannone ad esempio è stato implementato lentamente sui campi di battaglia europei, coesistendo con la picca e l'arco per lunghi periodi. I sistemi africani mostrano lo stesso modello. Questo modello misto persiste dai tempi antichi in Africa. L'introduzione dell'arco composito più potente nell'antico Egitto, ad esempio, non ha completamente sostituito l'arco ottenuto da un unico pezzo utilizzato dagli arcieri della regione per secoli. L'introduzione di cavalli e armi da fuoco ha avuto un impatto irregolare sui sistemi militari africani. I cavalli hanno aumentato la mobilità ma la loro diffusione è stata limitata dal costo e da fattori ambientali come la "cintura della mosca tse-tse", sebbene l'allevamento di cavalli fosse sostanziale in alcune regioni. Generalmente le forze di cavalleria in Africa hanno lavorato a stretto contatto con masse di fanteria tradizionale.
Limitazioni al diffondersi della tecnologia "esterna" sui campi di battaglia locali. Le armi a polvere da sparo, originariamente sviluppate in Cina, sono state introdotte anche in Africa, nel corso dei secoli. In aree come il Benin o il Dahomey hanno innescato cambiamenti di vasta portata ma altrove il loro impatto è stato limitato, venendo semplicemente incorporate nella struttura militare già consolidata. La tecnologia esterna non fu il fattore decisivo in molti conflitti. L'artiglieria europea, ad esempio, sebbene insuperabile negli assedi di fortezze con mura e porte, era di scarsa utilità contro i terrapieni africani ben posizionati. I primi moschetti europei aumentavano notevolmente il potere di uccisione ma la loro bassa cadenza di fuoco (circa tre colpi al minuto o meno, con gittate effettive di circa 50 iarde, secondo uno studio) non poteva frenare rapide cariche né superare il ricorso tradizionale ad arco e frecce. L'Angola funge da banco di prova generale per lo scontro tra Europei tecnologicamente avanzati (armi da fuoco, corazze pesanti, ecc.) ed Africani ma, in ultima analisi, i numeri superiori degli indigeni e le loro tattiche sin sono rivelati vincenti.
La politica interna, la diplomazia e la leadership furono fattori chiave nell'evoluzione militare. Alcuni studiosi sostengono che la chiave per comprendere la guerra africana risiede nelle istituzioni e nei processi politici del paesaggio africano, dove un numero enorme di piccole comunità politiche superava di gran lunga i grandi imperi o nazioni. Il consolidamento di queste piccole comunità in unità più grandi ha innescato una crescita degli eserciti reclutati in massa, uno sviluppo che è stato complessivamente più decisivo della comparsa delle armi da fuoco. L'Asante, ad esempio, salì al potere per primo attraverso eserciti di massa più grandi dotati di archi, frecce e lance tradizionali. Le armi da fuoco sarebbero arrivate solo dopo il cruciale periodo formativo. Il fattore chiave nello sviluppo dei sistemi militari africani è quindi la dinamica interna di particolari stati/regni indigeni. La diffusione della tecnologia è stata infine modellata in questo contesto.

### Fonti
- (GRC) Erodoto, Storie.
- (LA) Tito Livio, Ab Urbe condita libri.
- (GRC) Polibio, Storie.
- (GRC) Strabone, Geografia.

### Studi
- (EN) Goldsworthy A, The Punic Wars, Cassell, 2000, ISBN 0304352845.
- (EN) Hallet R, Africa to 1875, University of Michigan Press, 1970.
- (EN) Jackson RB, At empire's edge. Exploring Rome's egyptian frontier, New Haven & Londra, Yale University Press, 2002.
- (EN) July R, Pre-Colonial Africa, Charles Scribner, 1975.
- (EN) Lamphear J (a cura di), African Military History, Routledge, 2007, ISBN 9781315263212.
- (EN) Osadolor OB, The Military System of Benin Kingdom 1440–1897 (PDF), Hamburg University, 2001.
- (EN) Smith R, The Canoe in West African History, in The Journal of African History, vol. 11, n. 4, 1970,  pp. 515-533, DOI:10.1017/S0021853700010434.
- (EN) Sowell T, Conquests and Culture: An International History, Basic Books, 1999,  pp. 328-379, ISBN 0465014003.
- (EN) Thornton JK, The Art of War in Angola, 1575–1680, in Comparative Studies in Society and History, vol. 30, n. 2, 2009,  pp. 360-378, DOI:10.1017/S0010417500015231.
- (EN) Thornton JK, Warfare in Atlantic Africa, 1500-1800, Routledge, 1999, ISBN 1857283937.
- (EN) Thornton JK, Africa and Africans in the making of the Atlantic world, 1400–1800, Cambridge University Press, 1998, ISBN 0521627249.